# Auguste Bénard
Vous lisez un « bon article » labellisé en 2024.
Auguste Bénard, né le 28 mars 1854 à Paris et mort le 5 septembre 1907 à Liège, est un éditeur et imprimeur français.
Né à Paris et orphelin dès l'âge de 7 ans, le jeune Auguste Bénard se forme comme ouvrier lithographe à Orléans puis à Saumur. En 1873, il s'installe à Liège, qui devient sa ville d'adoption. Il travaille à l’imprimerie Dessain, où il occupe bientôt le poste de directeur, jusqu'en 1887. La même année, il décide de voler de ses propres ailes et crée son atelier d'impression.
Durant son parcours d'une vingtaine d'années comme indépendant, Auguste Bénard « touche avec un égal bonheur à tous les secteurs de l'imprimerie et de la lithographie » et se distingue par ses innovations techniques. La collaboration qu'il maintient avec les artistes Émile Berchmans, Auguste Donnay et Armand Rassenfosse est à la base d'une production graphique à l'avant-garde de l'art de l'affiche en Europe, à la fin du XIXe siècle et au début du XXe siècle.
Citoyen français intégré à Liège, « imprimeur-éditeur bien connu », « philanthrope et meilleur ami de ses ouvriers », son décès prématuré en 1907 donne lieu à « d'émouvantes funérailles et d'élogieux commentaires dans la presse ». Son atelier devient en 1908 une société anonyme, qui poursuit son activité jusqu’à sa fermeture définitive en 1970.

## Biographie

### Jeunesse, formation en France et début de carrière à Liège (1854-1887)
Auguste Bénard, né à Paris le 28 mars 1854,, est le fils de Céline Bénard, et d’un architecte parisien,. Il perd ses parents très jeune et se retrouve orphelin dès l'âge de 7 ans,.
Il commence à travailler comme ouvrier lithographe,. Il se rend ensuite à Orléans où il travaille pour Paul Desjardins père,. Il y acquiert « une grande maîtrise » des procédés de la lithographie,. Par la suite, il est employé à Saumur avant d'arriver à Liège en 1873,,. Durant cette première étape d'apprentissage réalisée en France, il épouse Adeline Bordier, originaire de Saumur, avec qui il a une fille, Gabrielle Adeline Bénard, née à Liège en juillet 1874,.
Une fois installé à Liège en 1873, il travaille dans un premier temps comme dessinateur lithographe puis comme directeur de l’imprimerie Dessain, poste qu'il occupe jusqu'en 1887,,,. À ce moment, il décide de se mettre à son compte et crée son propre atelier spécialisé dans l’imprimerie, l’édition et la typographie artistique,,.

### Maître-imprimeur à Liège (1887-1907)

#### Fondation deCaprice revueet création de sa maison d'édition

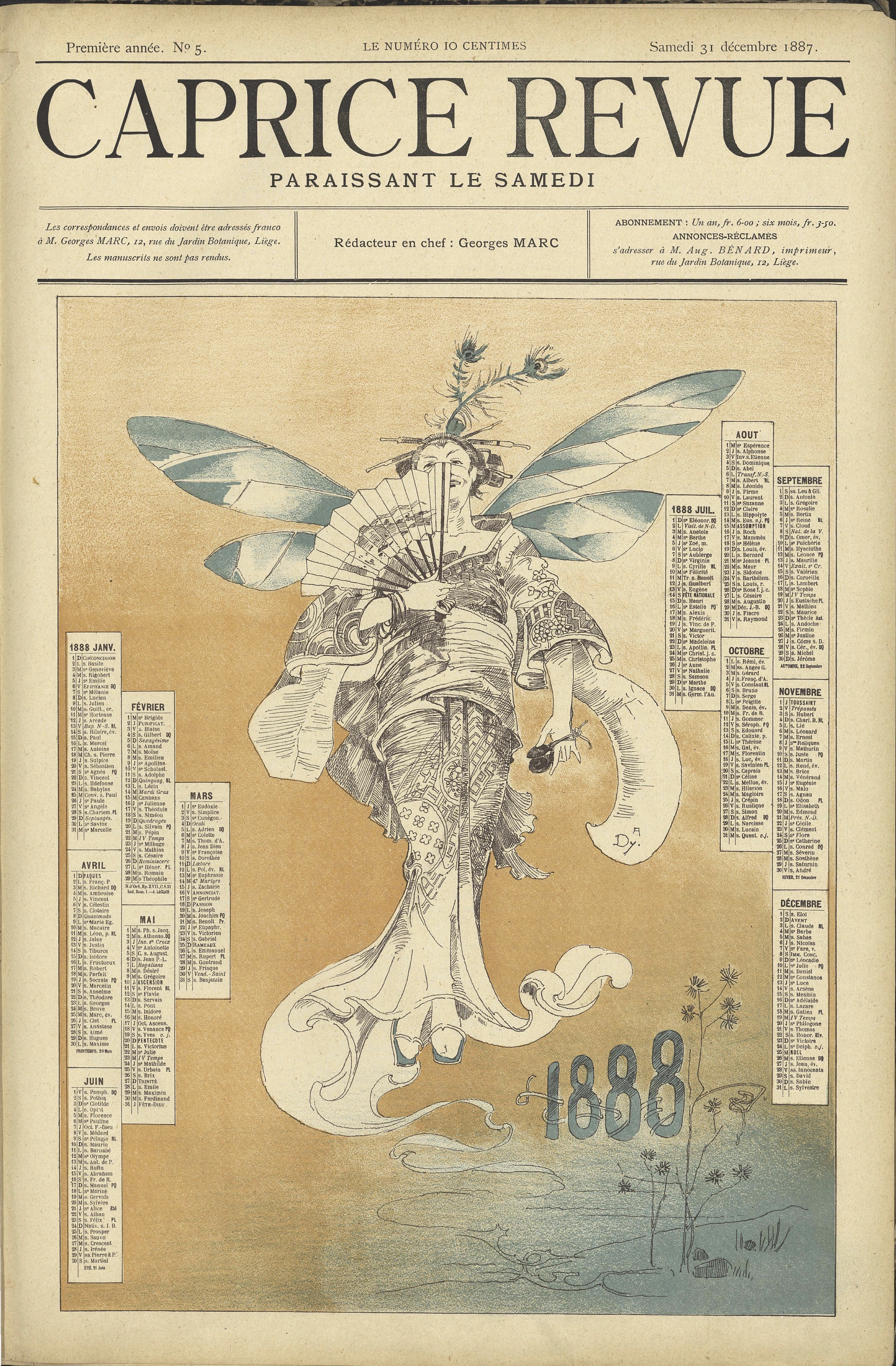
Georges Marc (rédacteur en chef), Auguste Bénard (fondateur et imprimeur) et Auguste Donnay (illustrateur), Caprice Revue no 5, 31 décembre 1887 (première page).

Il fonde en 1887 Caprice Revue, « un hebdomadaire artistique de 8 pages, où les poèmes, les nouvelles et les billets d'humeur côtoient des critiques artistiques et théâtrales et des chroniques mondaines ». Georges Marc en est le rédacteur en chef, puis il est remplacé par Maurice Siville, qui est alors co-directeur de la revue littéraire La Wallonie.
Sur les 76 magazines publiés entre décembre 1887 et mai 1889, 28 sont agrémentés d'une planche de bande dessinée en quatrième de couverture. Ces planches sont illustrées par un groupe de jeunes artistes liégeois. Parmi ces derniers, certains collaborent également avec l'imprimerie d'Auguste Bénard : Émile Berchmans, Auguste Donnay, et Armand Rassenfosse,,. « Les illustrations, tantôt caricaturales, tantôt tendres et romantiques, conçues par eux pour Caprice revue […] contribuent à faire de cette publication artistique et littéraire un des plus beaux fleurons de l'édition liégeoise de la fin du siècle dernier. »

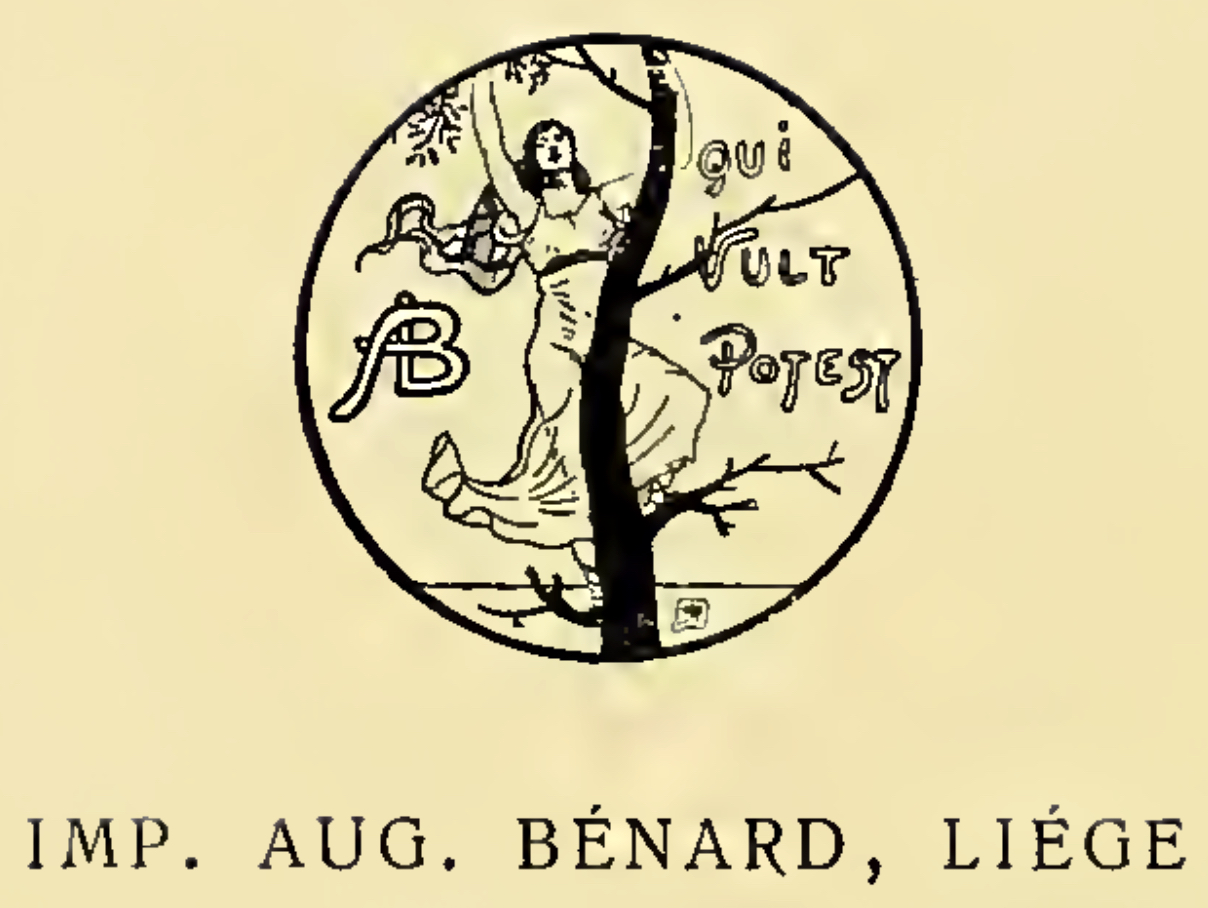
Marque d'édition de l'imprimerie d'Auguste Bénard.

L'imprimeur s’installe rue Lambert-le-Bègue,,, dans la « première bâtisse Art nouveau liégeoise », œuvre de l'architecte Paul Jaspar réalisée en 1895-1896 et inspirée par la maison que le beau-frère de Jaspar, Paul Hankar, s'est construite en 1893 à Saint-Gilles. Bénard est, tout au long de sa carrière, « un artiste et surtout un facilitateur de projets », en plus de ses rôles d'éditeur et d'imprimeur où il se distingue par ses innovations techniques. Il serait l’un des premiers imprimeurs à utiliser des papiers de couleur,, et à renouveler les techniques d’impression de la chromolithographie,. Le matériel moderne dont il dote son imprimerie lui permet également de tirer des affiches de grand format. De plus, « […] tous ceux qui l'ont connu dans l'exercice de son métier s'attachent à rappeler sa vision nette et précise, son goût délicat et subtil, alliés à une technique irréprochable. » Armand Rassenfosse conçoit sa marque d'édition, sur laquelle « est inscrite la devise Qui vult potest (« Qui veut peut »), révélatrice du tempérament d'un homme qui, parti de rien, gravit tous les échelons jusqu'à devenir un maître dans son métier ».
À la suite du décès de sa première épouse en avril 1889,, il se remarie le 7 septembre 1889 à Liège, avec Fanny Gourgne, institutrice (1863-1911),,. Le couple a une fille, Eugénie Adeline Bénard, en juillet 1890,.

#### Les «affiches Bénard»

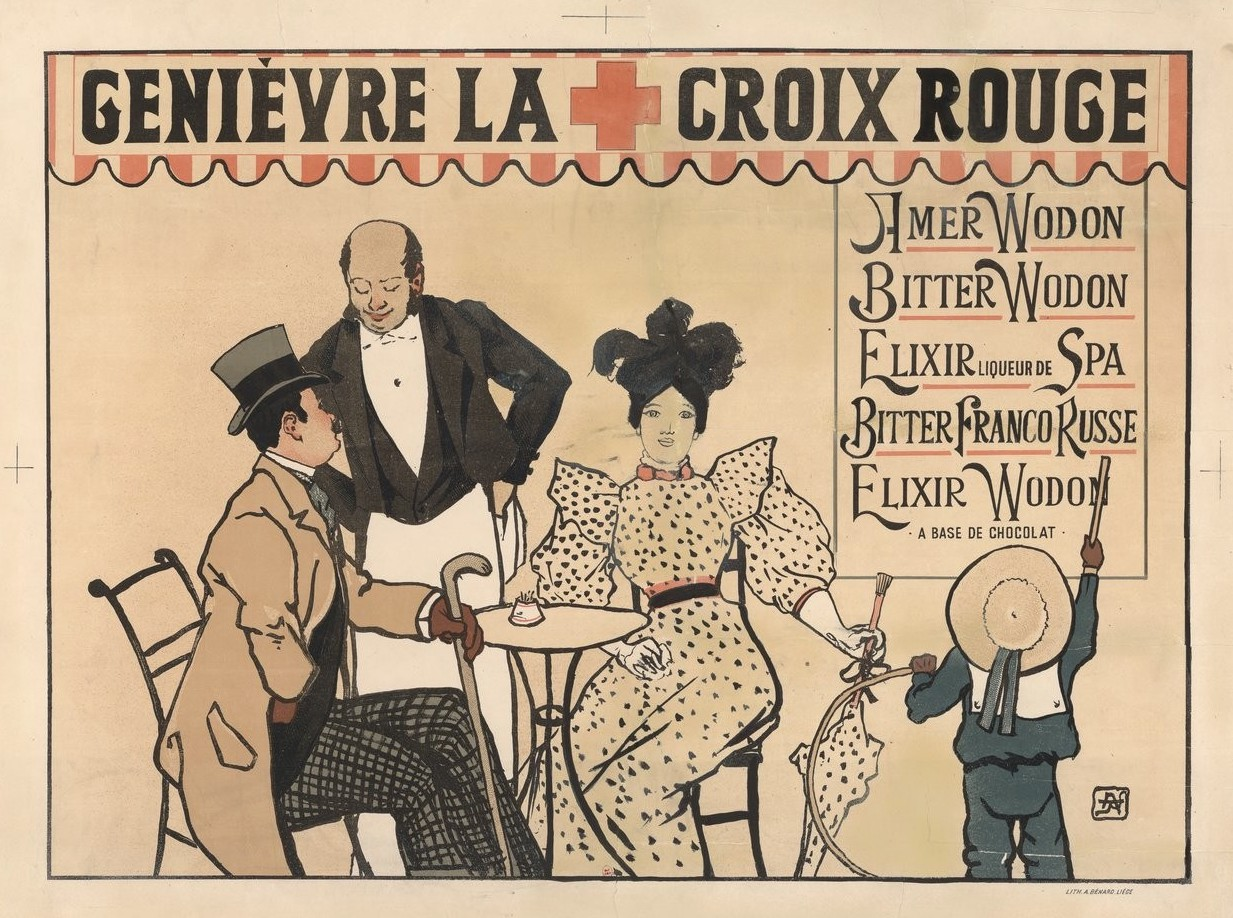
Armand Rassenfosse, Genièvre La Croix Rouge… Amer Wodon, Bitter Wodon, 1895 (lithographie en couleurs ;), Paris, Bibliothèque nationale de France.

De 1888 à 1907, des affiches à l'avant-garde naissent de la collaboration qu'il maintient avec les jeunes artistes qu'il emploie, particulièrement avec le « triumvirat triomphal de Liège » formé par Émile Berchmans, Auguste Donnay, et Armand Rassenfosse,,,, et « ce qui est au départ un simple support publicitaire va atteindre le statut d’œuvre d’art »,. « L'étroite association de ces quatre hommes fera dire à un critique de l'époque qu'à l'instar des héros romanesques, les trois mousquetaires liégeois de l'affiche étaient également quatre. » En effet, comme le remarque André Lebrun en 1980 : « Il ne suffit pas de disposer d'un dessinateur apte à concevoir une œuvre d'art, encore ne faut-il pas le trahir lors de la production en série. »

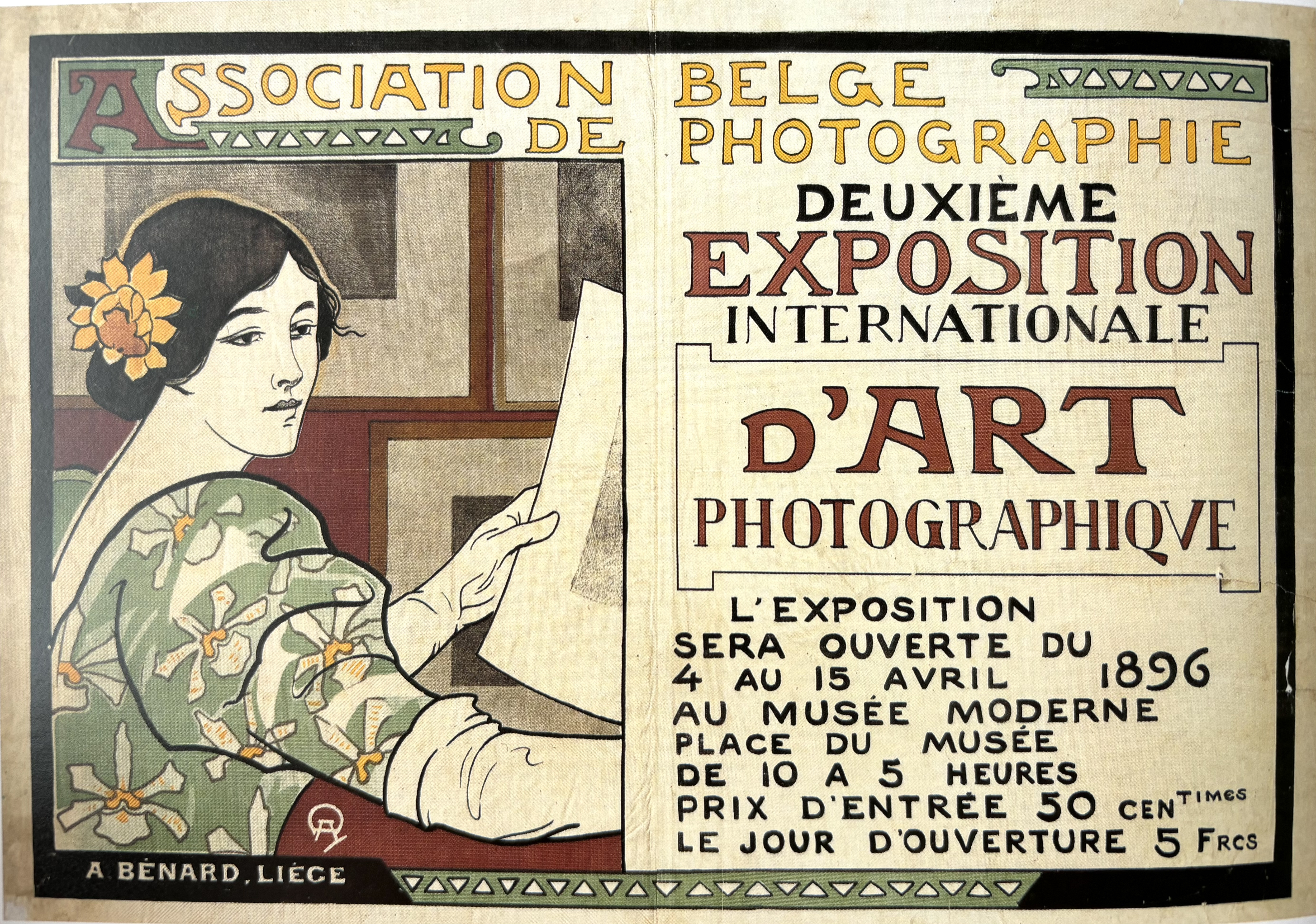
Auguste Donnay, Deuxième exposition internationale d'art photographique, 1896 (lithographie en couleurs;), Ixelles, Musée d'Ixelles.

Les « affiches Bénard » se caractérisent en général par « la spontanéité, le réalisme peu appuyé, la mise en page originale et la maîtrise technique […] ». Chaque artiste apporte des préférences et des expériences qui lui sont propres : Armand Rassenfosse se distingue par « des demi-teintes cernées d'un trait tantôt souple tantôt vigoureux » ; Auguste Donnay « se montre particulièrement sensible à l'atmosphère et à l'émotion » ; Émile Berchmans « donne d'autant plus de vigueur aux aplats de couleurs qu'il les souligne par le dessin ». D'autres artistes collaborent avec l'imprimerie Bénard, comme Ernest Marneffe, Jean Ubaghs, Alfred Martin, Richard Heintz, Ludovic Janssen, Edmond Delsa, José Wolff, Jacques Ochs, Ernest Forgeur, Georges Ista, Georges Koister, Pierre Paulus, Henri Cassiers et Émile Dupuis (1877-1958),. Ce dernier, originaire d'Orléans, arrive à Liège en 1902 et dirigera durant de nombreuses années l'atelier de dessin et de lithographie,.
Comme le remarque le Journal de Liège en 1907 : « M. Bénard, on peut l'affirmer sans craindre d'être démenti, fut un véritable bienfaiteur pour les artistes liégeois ; beaucoup, grâce à lui, qui les lança, firent leurs premiers pas dans la voie du succès et connaissent aujourd'hui la notoriété. »

#### Intégration à Liège et autres travaux d'impression

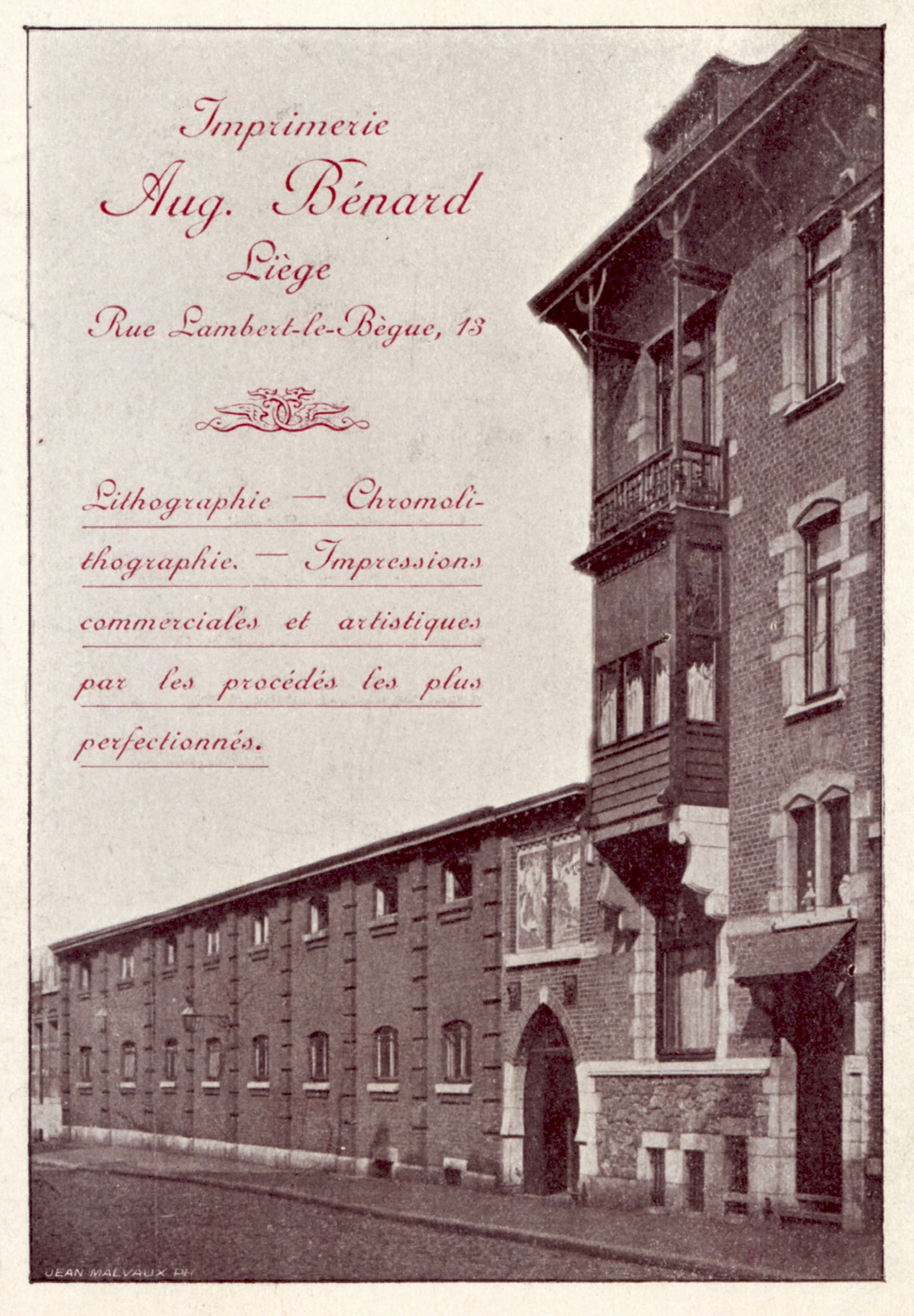
, Imprimerie Aug. Bénard, Liège, rue Lambert-le-Bègue 13, 1895 (imprimé publicitaire), Liège, Centre d’Archives et de Documentation de la CRMSF.

Durant son parcours comme indépendant, Auguste Bénard « touche avec un égal bonheur à tous les secteurs de l'imprimerie et de la lithographie »,. André Lebrun poursuit :

« […] en toute matière, qu'il s'agisse de publier un luxueux ouvrage — tel ce recueil commémorant le septante-cinquième anniversaire de l'indépendance belge — ou simplement de réaliser un modeste catalogue industriel, Bénard fait montre d'un même souci de perfection. Livres techniques ou scolaires, éditions d'art, cartons et brochures publicitaires, gravures et diplômes, innombrables sont les œuvres sorties de ses presses, illustrées souvent par des artistes liégeois prestigieux. »

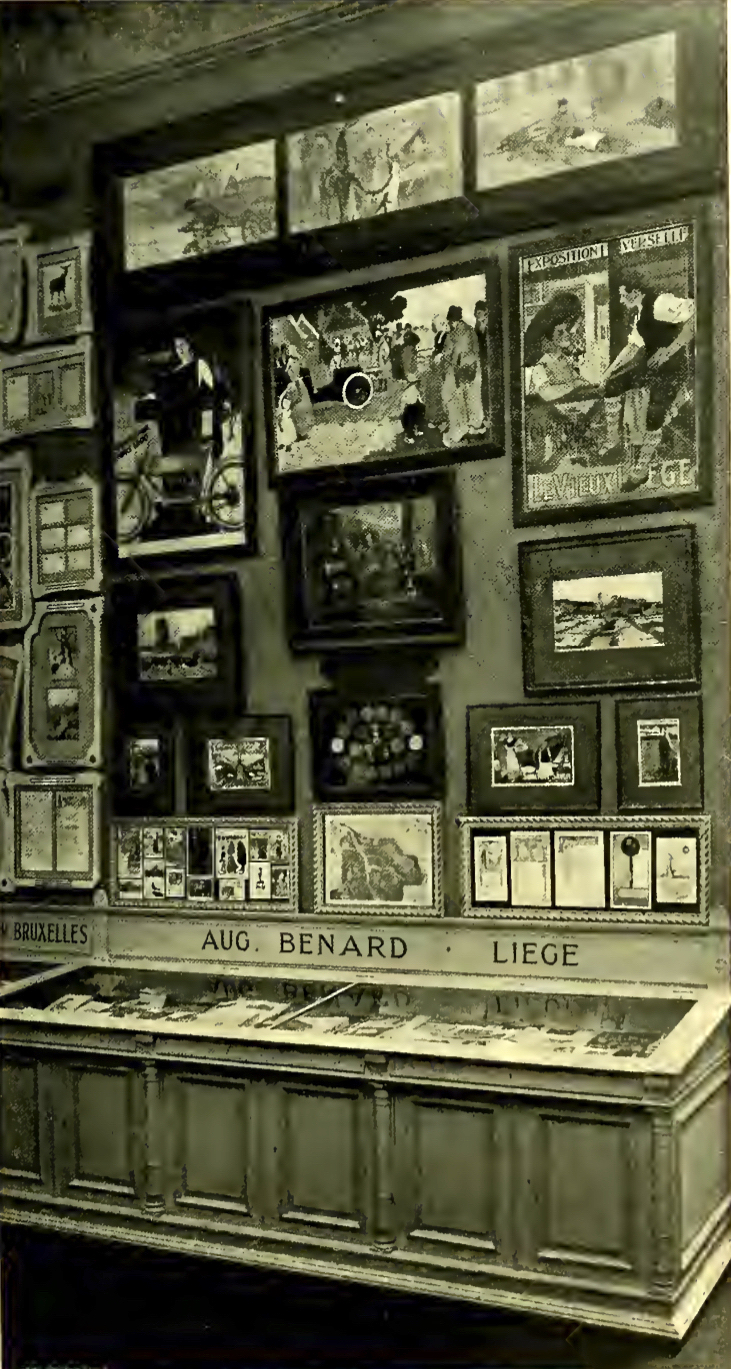
Stand de l'imprimerie Auguste Bénard à l'Exposition universelle de Liège de 1905 (photographie publiée dans Le Livre d'Or de l'Exposition universelle et internationale de Liège de 1905, t. II, de Gustave Drèze en 1907).

 La maison d'édition d'Auguste Bénard « s'est créé également une spécialité des éditions classiques et scientifiques, tout en ne négligeant point, au surplus, l'exécution du livre moderne ». Bénard participe aux foires et expositions universelles, y recevant plusieurs distinctions, et il réalise, entre autres, l’édition du Livre d’or et de l’Album commémoratif de l’Exposition universelle et internationale de Liège en 1905,,,.
Il s'est pleinement intégré à Liège : il est membre de la Société typographique liégeoise, vice-président de la Chambre syndicale de l’imprimerie et vice-président du Cercle belge de Librairie,. Qui plus est, il collabore régulièrement avec le cercle d'études typographique L'Effort. Cependant, il conserve aussi des liens avec la France : il est membre fondateur de la Chambre de commerce française de Liège et membre du Comité de l’Association française de Bienfaisance,,.

### Décès et postérité de sa maison d'édition (1907-1970)

#### Décès et hommages rendus au maître-imprimeur (1907)
Franc-maçon et de religion protestante, il meurt le 5 septembre 1907 à Liège,,. Il est inhumé au cimetière de Robermont. « Sa disparition prématurée […] fut suivie de funérailles émouvantes et donna lieu dans la presse à des commentaires aussi détaillés qu'élogieux. ».
Le discours prononcé par Émile Defeld au nom du personnel de l'imprimerie Bénard durant les obsèques rappelle qu'Auguste Bénard était, en plus d'un « imprimeur-éditeur bien connu », « un philanthrope et le meilleur ami de ses ouvriers » : « En nous il est et il sera toujours avec sa grande bonté d'âme, dont la préoccupation constante était l'amélioration du sort de ses ouvriers qu'il considérait comme les enfants d'une grande famille […]. »

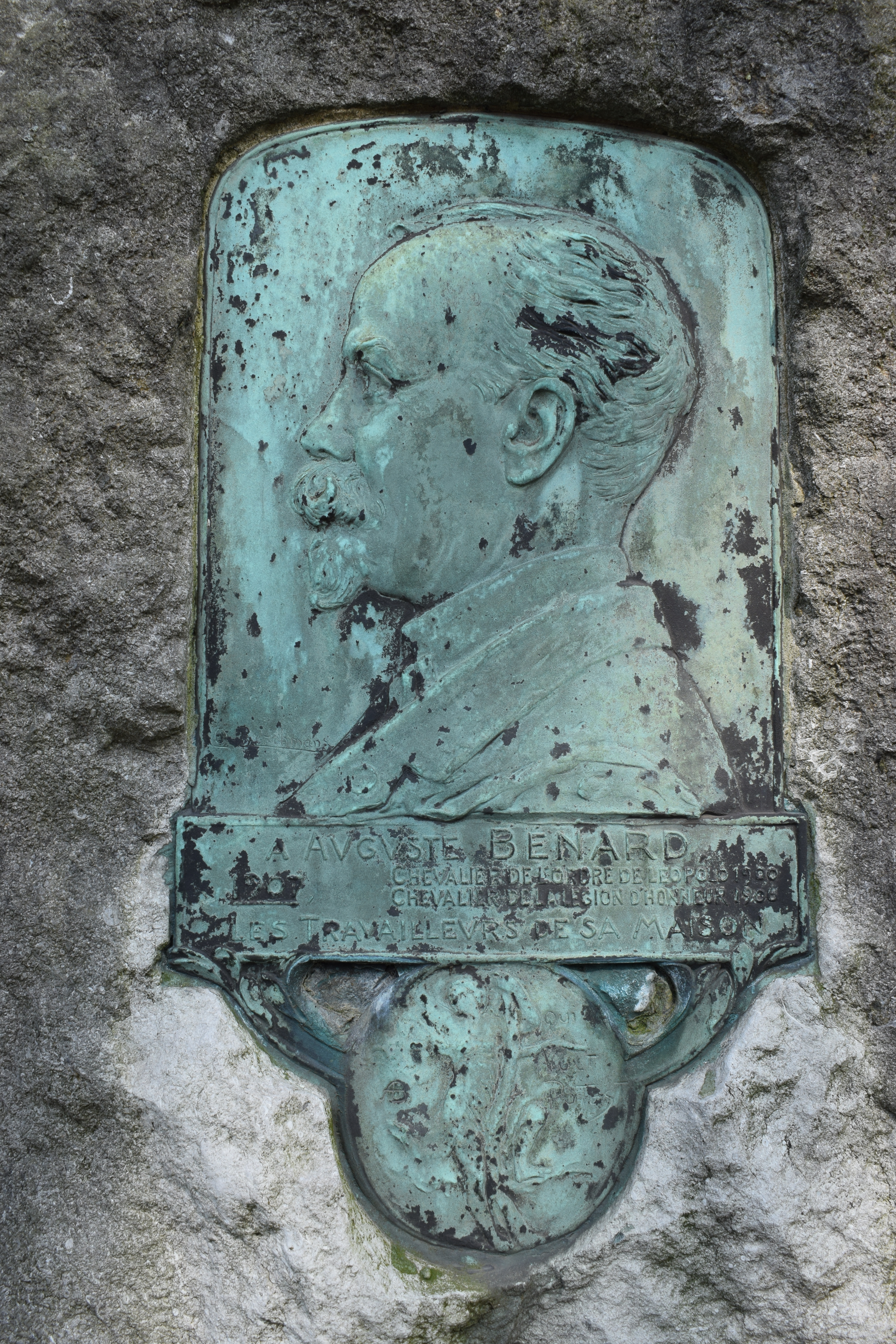
Oscar Berchmans, Profil d'Auguste Bénard, vers 1907.

La rubrique nécrologique de L'Express du 7 septembre 1907 abonde dans le même sens :

« Ses ouvriers, eux aussi, étaient ses amis, et nous nous souvenons d'une fête récente où ils célébrèrent en lui le bon patron, à l'occasion de flatteuses distinctions. Il avait été fait, en effet, chevalier de l'Ordre de Léopold […]. À cette fête, son meilleur ami et collaborateur, Armand Rassenfosse, eut des paroles vibrantes pour retracer la vie d'Auguste Bénard, et Oscar Berchmans avait, en commémoration, modelé de ses doigts amitieux une émouvante silhouette du maître imprimeur. »

Cette même rubrique pointe également que le patron avait créé pour ses ouvriers une mutualité et une caisse de retraite,, et résume la carrière professionnelle de l'entrepreneur et maître-imprimeur :

« Venu fort jeune parmi nous, Bénard, par un travail acharné, par son goût très sûr, par sa grande probité, s'éleva rapidement au-dessus de sa première condition, qui était celle d'un ouvrier lithographe. On peut dire de lui, selon une formule consacrée, qu'il était vraiment le fils de ses œuvres. L'établissement qu'il créa, sous sa direction vaillante, grâce à ses initiatives éclairées, prospéra si rapidement qu'il devint un modèle du genre. »

#### Postérité de l'imprimerie Bénard (1908-1970)
En 1908, l'imprimerie d'Auguste Bénard change de raison sociale et devient une société anonyme,. Armand Rassenfosse, qui est associé d'Auguste Bénard depuis 1890, reste membre du conseil d'administration de la société jusqu'à son décès en 1934,. L'entreprise continue sans relâche son activité jusqu'à la Seconde Guerre mondiale, sous la direction de personnalités diverses. Devant faire face à la concurrence grandissante de l'offset, elle fusionne avec l'Imprimerie centrale en 1953, mais rien n'y fait, le déclin se poursuit et la société disparait finalement en 1970,,.

## Œuvre

### Catalogues (sélection)
En plus des catalogues listés, l'imprimerie d'Auguste Bénard édite, par exemple, divers catalogues pour les cristalleries du Val-Saint-Lambert et la Fabrique nationale d'Armes de Guerre.
- Auguste Bénard, Première exposition de noir et blanc, Liège, Aug. Bénard, mai 1889 (OCLC 1105220302)
- Ville de Liège, Musée des beaux-arts : catalogue, Liège, Imprimerie Bénard, 1926, 137 p. (OCLC 27249817)
- Ville de Liège, Musée des beaux-arts : Supplément au catalogue, Liège, Imprimerie Bénard, mai 1930, 12 p. (OCLC 27249817)

### Livres et autres ouvrages (sélection)
- Henri Simon, Coûr d'ognon, Liège, Aug. Bénard, 1888, 74 p. (OCLC 775784642)
- Charles-J. Comhaire, Université de Liège : Esquisse historique sur les bâtiments universitaires, Liège, Aug. Bénard, 1892, 55 p. (OCLC 490762072)
- Nicolas Defrêcheux (auteur), Auguste Donnay (illustration) et Armand Rassenfosse (illustration), Chansons et poésies lyriques, Liège, Aug. Bénard, 1895, 243 p. (OCLC 122276419)Émile Berchmans, Élisiff et Halwart, 1897 (illustration du livre Sangahall de Jules Sauvenière (d), édité par l'imprimerie d'Auguste Bénard).

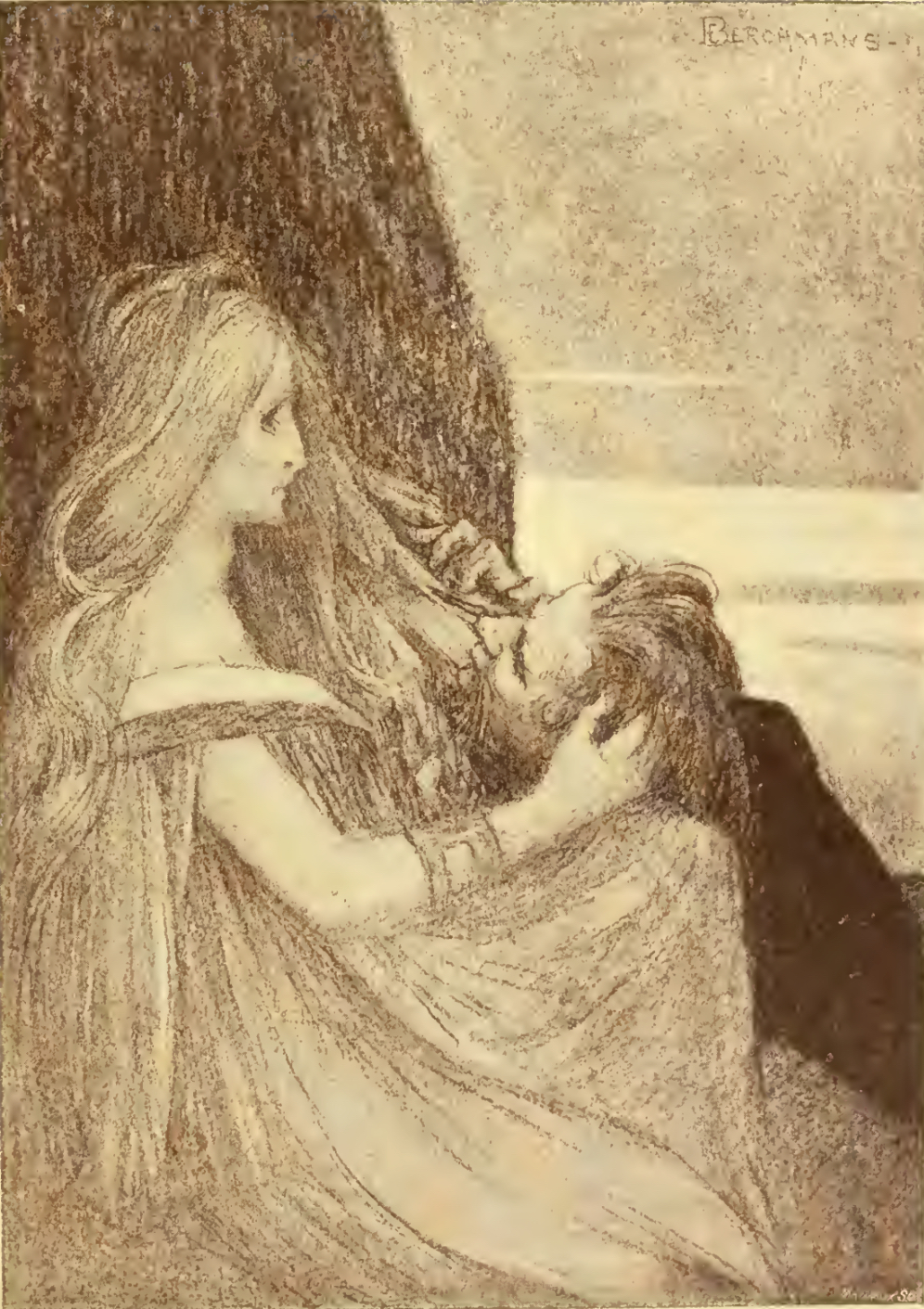
Émile Berchmans, Élisiff et Halwart, 1897 (illustration du livre Sangahall de, édité par l'imprimerie d'Auguste Bénard).

- Jules Sauvenière (auteur), Émile Berchmans (illustration), Auguste Donnay (illustration), Armand Rassenfosse (illustration) et Joseph Rulot, Sangahall, Liège, Aug. Bénard, 1897, 220 p. (OCLC 889835275, lire en ligne)
- Charles Delchevalerie, La maison des Roses trémières : mémoires intimes de Jacques Fabien, naturaliste, Liège, Aug. Bénard, mars 1897, 221 p. (OCLC 1009497175)
- Florent Pholien, La verrerie au pays de Liège : étude rétrospective, Liège, Aug. Bénard, 1899, 194 p. (OCLC 2703866, lire en ligne)
- Alfred Micha, L'œuvre de l'humoristique statuaire Léopold Harzé, Liège, Aug. Bénard, 1900, 39 p. (OCLC 949841931, lire en ligne)
- Karel De Flou, Promenades dans Bruges, Liège, Aug. Bénard, 1905, 233 p. (OCLC 1202140021)
- Victor Brants, Le travail de nuit des jeunes ouvriers en Belgique, Liège, Aug. Bénard, 1906, 35 p. (OCLC 1243944085)
- Florent Pholien, La céramique au pays de Liège, Liège, Aug. Bénard, 1906, 192 p. (OCLC 1346767815, lire en ligne)
- Léon Tombu, Peintres et sculpteurs belges a l'aube du XXe siècle, Liège, Aug. Bénard, 1907, 102 p. (OCLC 313646496, lire en ligne)
- Alfred Micha, Les graveurs liégeois, Liège, Imprimerie Bénard, 1908, 141 p. (OCLC 889846599, lire en ligne)
- F. Beaufort, Règles pratique de composition littéraire, Liège, Imprimerie Bénard, 1916, 272 p. (OCLC 162714227)Ludovic Janssen, L'autre Suzanne, 1916 (illustration de la couverture du roman de Rodolphe de Warsage, édité par l'Imprimerie Bénard).

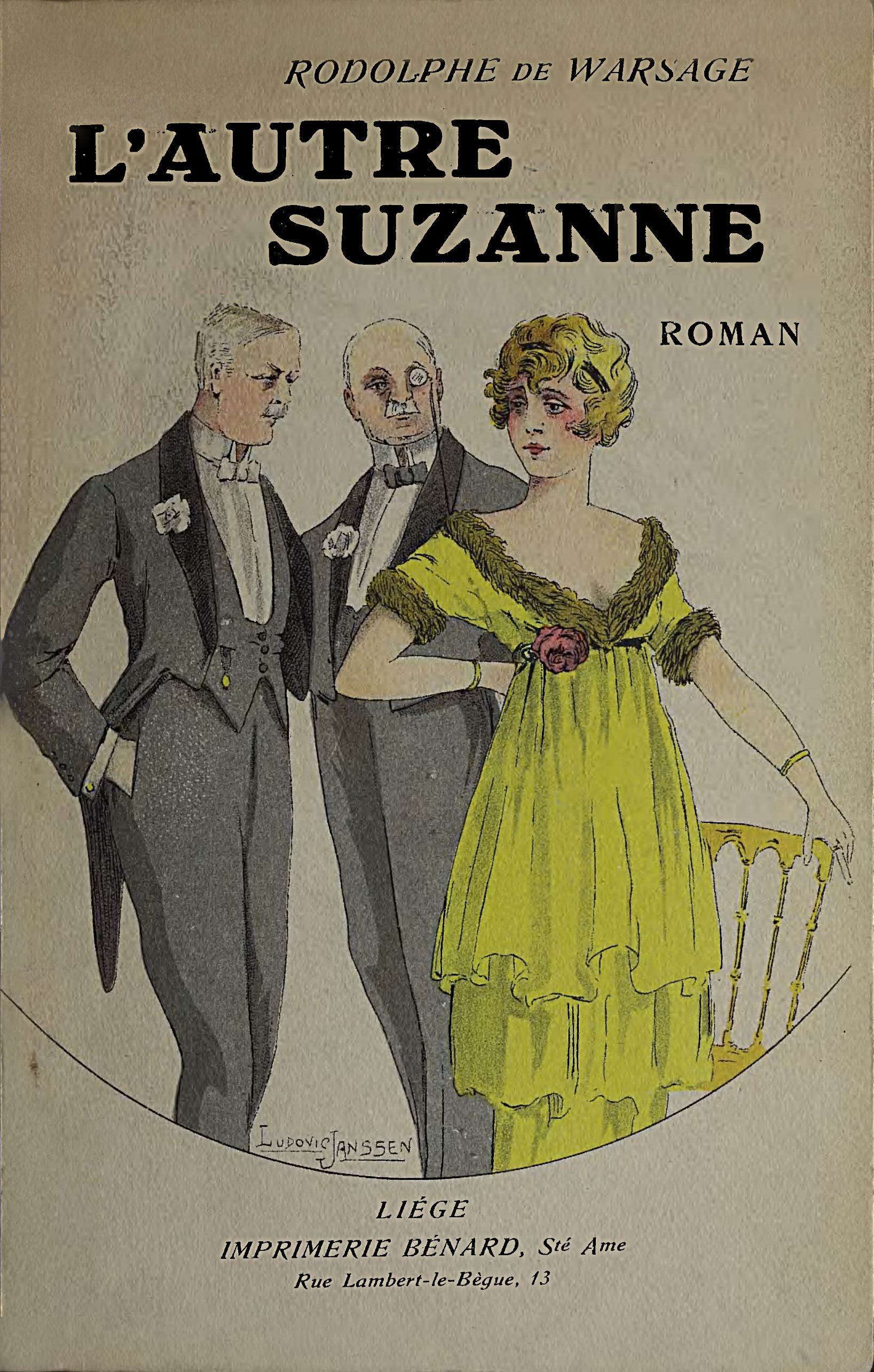
Ludovic Janssen, L'autre Suzanne, 1916 (illustration de la couverture du roman de Rodolphe de Warsage, édité par l'Imprimerie Bénard).

- Rodolphe de Warsage (auteur) et Ludovic Janssen (illustration), L'autre Suzanne roman dialogué, Liège, Imprimerie Bénard, 1916, 80 p. (OCLC 1400238018)
- Georges Ista, Contes et nouvelles, t. I, Liège, Imprimerie Bénard, 1917, 79 p., pdf ; 20 cm (OCLC 1400914434, lire en ligne).
- Georges Ista, Contes et nouvelles, t. II, Liège, Imprimerie Bénard, 1917, 85 p., pdf ; 20 cm (OCLC 251971274, lire en ligne).
- Georges Ista, Contes et nouvelles, t. III, Liège, Imprimerie Bénard, 1917, 79 p., pdf ; 20 cm (OCLC 1400355571, lire en ligne)
- Henri Grégoire, Les Perles de la poésie slave : Lermontov, Pouchkine, Mickiewicz, Liège, Imprimerie Bénard, 1918, 272 p. (OCLC 762869810)
- Hubert Colleye, Causeries : art et littérature, Michel-Ange, Paul Verlaine, Anatole France, Léon Bloy, Barbey d'Aurevilly, Liège, Imprimerie Bénard, 1918, 139 p. (OCLC 463904128)
- Olympe Gilbart et Jules de Thier, Liège pendant la grande guerre, Liège, Imprimerie Bénard, 1919 (OCLC 458278899)
- Noël Ruet (auteur) et Auguste Donnay (illustration), Le Beau pays, Liège, Imprimerie Bénard, 1920, 72 p. (OCLC 465017695)
- Léon Goemans et Antoine Grégoire, Petit traité de prononciation française, Liège, Imprimerie Bénard, 1921, 169 p. (OCLC 23429478)
- Georges Simenon, Au pont des Arches. Petit roman humoristique de mœurs liégeoises, Liège, Imprimerie Bénard, 1921, 93 p. (OCLC 742810027)
- Charles Delchevalerie, À César Franck, 1822-1890, 25 novembre 1922 : hommage des musiciens français à la ville où il est né, Liège, Imprimerie Bénard, 1923, 45 p. (OCLC 842166287)
- Société d'histoire du protestantisme belge, Adresse des Églises protestantes de Belgique : à l'occasion du 4e centenaire de la mort des deux premiers témoins de la foi protestante en Belgique, Henri Voes et Jean van Esschen : 1er juillet 1523-1er juillet 1923, Liège, Imprimerie Bénard, 1923, 5 p. (OCLC 715950670)
- Joseph Brassinne, Rapports officiels allemands sur les déprédations allemandes à l'Université de Liège, Liège, Imprimerie Bénard, 1924, 95 p. (OCLC 490311838)
- Rodolphe de Deyne, Ypres avant et après la guerre mondiale, Liège, Imprimerie Bénard, 1925, 160 p. (OCLC 492870660)
- Cécile Douard, Impressions d'une seconde vie, Liège, Imprimerie Bénard, 1927, 106 p. (OCLC 717917590)
- Charles Delchevalerie, Adrien de Witte : peintre, dessinateur et graveur. Catalogue de son œuvre précédé d'une notice par Charles Delchevalerie, Liège, Imprimerie Bénard, 1927, 94 p. (OCLC 31671709)
- Cécile Douard, Paysages indistincts, Liège, Imprimerie Bénard, 1929, 221 p. (OCLC 79040529)Armand Rassenfosse, Portrait imaginaire de Charles Baudelaire, 1930 (illustration du recueil de poèmes Les Fleurs du mal de Charles Baudelaire, édité par l'Imprimerie Bénard).
- Charles Baudelaire (auteur) et Armand Rassenfosse (illustration), Les Fleurs du mal, Liège, Imprimerie Bénard, octobre 1930, 313 p. (OCLC 458657305)

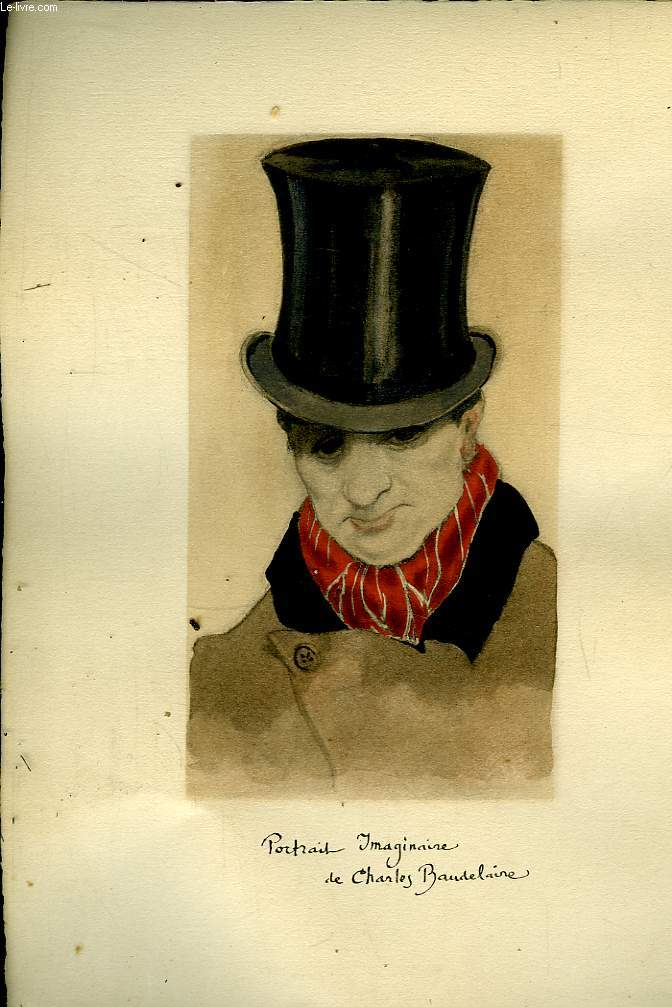
Armand Rassenfosse, Portrait imaginaire de Charles Baudelaire, 1930 (illustration du recueil de poèmes Les Fleurs du mal de Charles Baudelaire, édité par l'Imprimerie Bénard).

- Jacques Dor, Albert Dupuis ; notices biographiques et critiques, Liège, Imprimerie Bénard, 1935, 104 p. (OCLC 977209044)
- Madeleine Ophoven et J. Hamal-Nandrin, Quarante années de préhistoire du Professeur Hamal-Nandrin 1903-1943, Liège, Imprimerie Bénard, 1943, 70 p. (OCLC 25666175)
- Joseph Philippe, Van Eyck et la genèse mosane de la peinture des anciens Pays-Bas, Liège, Imprimeries Bénard et Centrale réunies, 1960, 219 p. (OCLC 460737414)
- Joseph Philippe, Le Mobilier liégeois : Moyen Âge-XIXe siècle, Liège, Imprimeries Bénard et Centrale réunies, 1962, 245 p. (OCLC 460737386)
- Joseph Philippe, Psychologies culturelles de la Belgique, Liège, Imprimeries Bénard et Centrale réunies, 1963, 40 p. (OCLC 460737396)
- Joseph Philippe, Initiation à l'histoire du verre, Liège, Imprimeries Bénard et Centrale réunies, 1964, 125 p. (OCLC 460737382)

### Publications liées aux expositions internationales (sélection)
- Exposition universelle d'Anvers 1894 : Plan-guide, Liège, Aug. Bénard, 1894, 26 p. (OCLC 902235427, lire en ligne)
- Camille Renard, Exposition universelle d'Anvers 1894 : La Céramique, Liège, Aug. Bénard, 1895, 88 p. (OCLC 937163393, lire en ligne)
- Exposition universelle de 1900, Exposition Universelle Internationale Paris 1900. Section Belge des Beaux-Arts, Liège, Aug. Bénard, 1900, 154 planches et 27 p. (OCLC 82126912, lire en ligne)
- Godefroid Kurth, Introduction historique au catalogue de l'exposition de l'art ancien au pays de Liége, Liège, Aug. Bénard, 1905, 27 p. (OCLC 1194479934)
- Gustave Drèze, Le Livre d'Or de l'Exposition universelle et internationale de Liège de 1905, t. I, Liège, Aug. Bénard, 1906, 703 p. (OCLC 907778469, lire en ligne)
- Gustave Drèze, Le Livre d'Or de l'Exposition universelle et internationale de Liège de 1905, t. II, Liège, Aug. Bénard, 1907, 924 p. (OCLC 907778400, lire en ligne)
- Gustave Drèze, Le livre d'or de l'Exposition de Charleroi en 1911, t. I, Liège, Imprimerie Bénard, 1911, 540 p. (OCLC 11091790)
- Gustave Drèze, Le livre d'or de l'Exposition de Charleroi en 1911, t. II, Liège, Imprimerie Bénard, 1911, 720 p. (OCLC 11091790)
- M. Laurent, Catalogue de l'Exposition de l'Art Ancien au Pays de Liège, Liège, Imprimerie Bénard, 1924, 208 p. (OCLC 878352173)
- Exposition internationale de 1930, Catalogue de l'Exposition de l'art de l'ancien pays de Liège et des anciens arts wallons, Liège, Imprimerie Bénard, 1930, 32 p. (OCLC 82960811)

### Affiches de l'imprimerie Auguste Bénard (sélection)

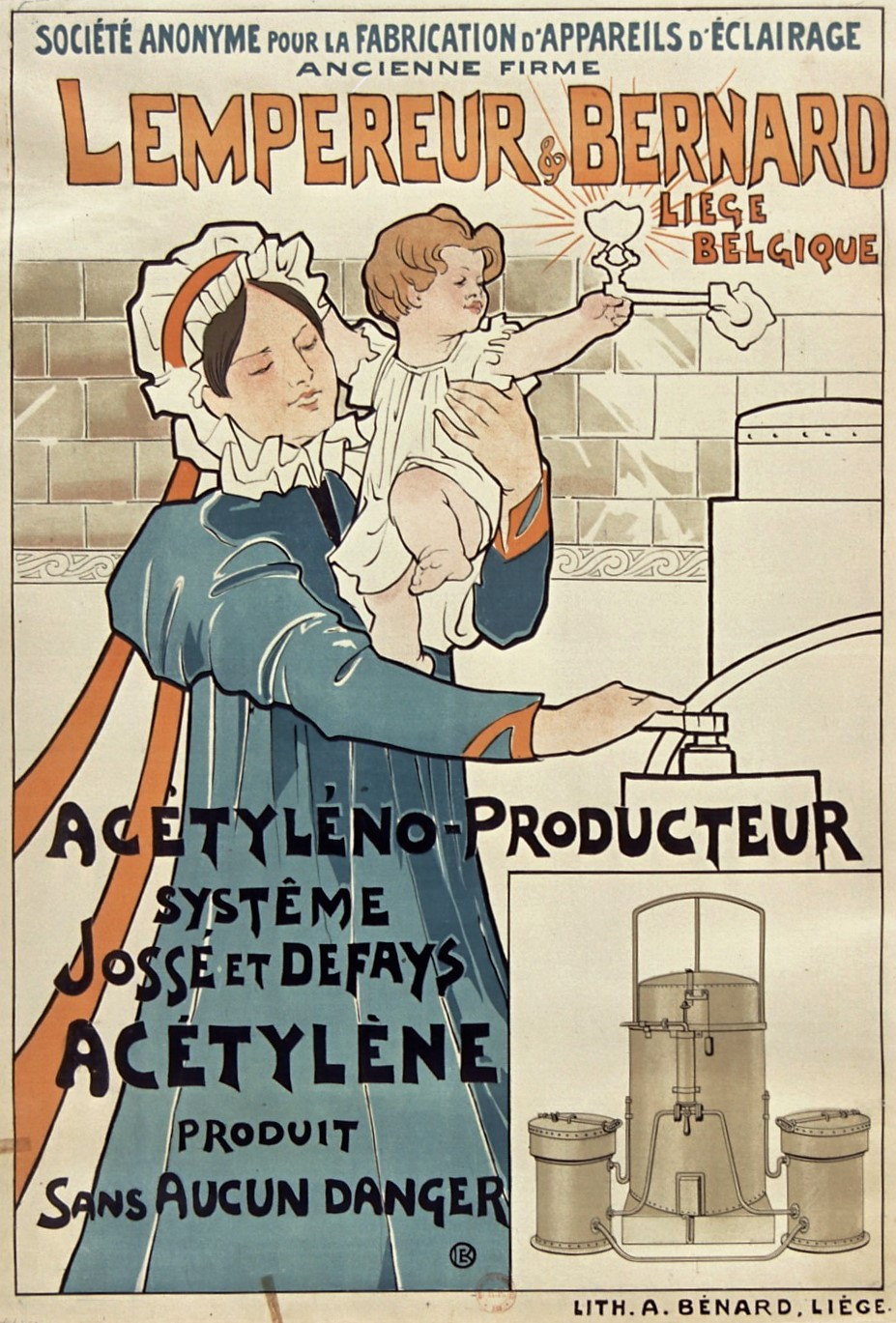
Émile Berchmans, Lempereur & Bernard acétyléno-producteur, vers 1900 (lithographie en couleurs ; 100 × 68 cm), Paris, Bibliothèque nationale de France.
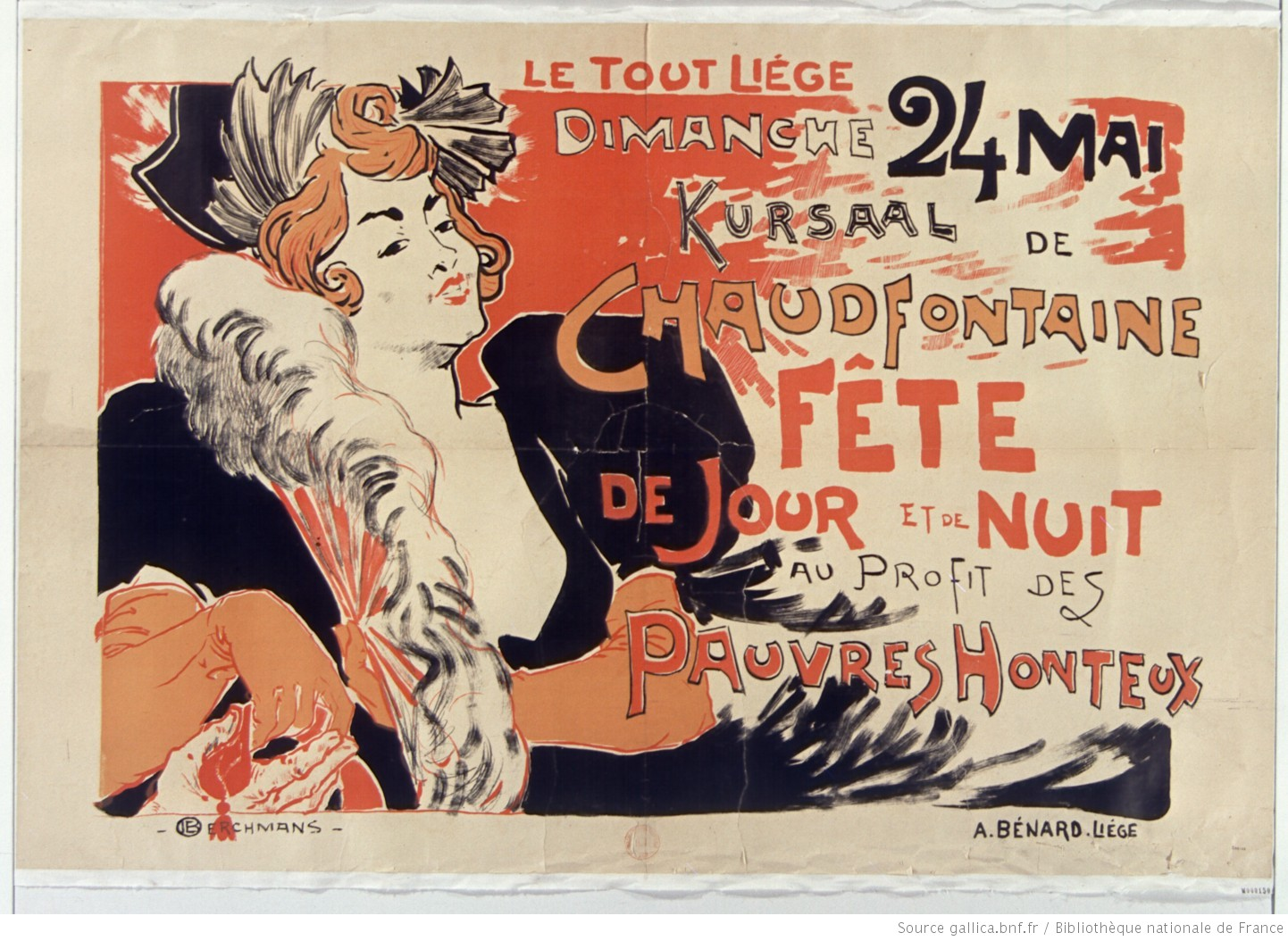
Émile Berchmans, Le tout Liège au Kursaal de Chaudfontaine, 1895 (lithographie en couleurs, 74 × 100 cm), Paris, Bibliothèque nationale de France.
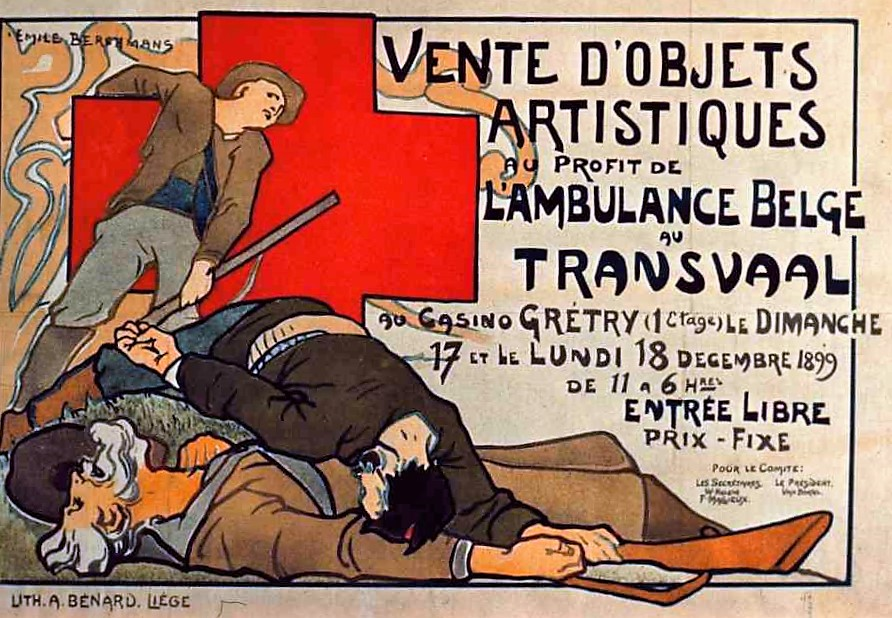
Émile Berchmans, Vente d'objets artistiques au profit de l'ambulance belge, 1899 (lithographie en couleurs ; 58 × 79 cm), Anvers, Vleeshuis.
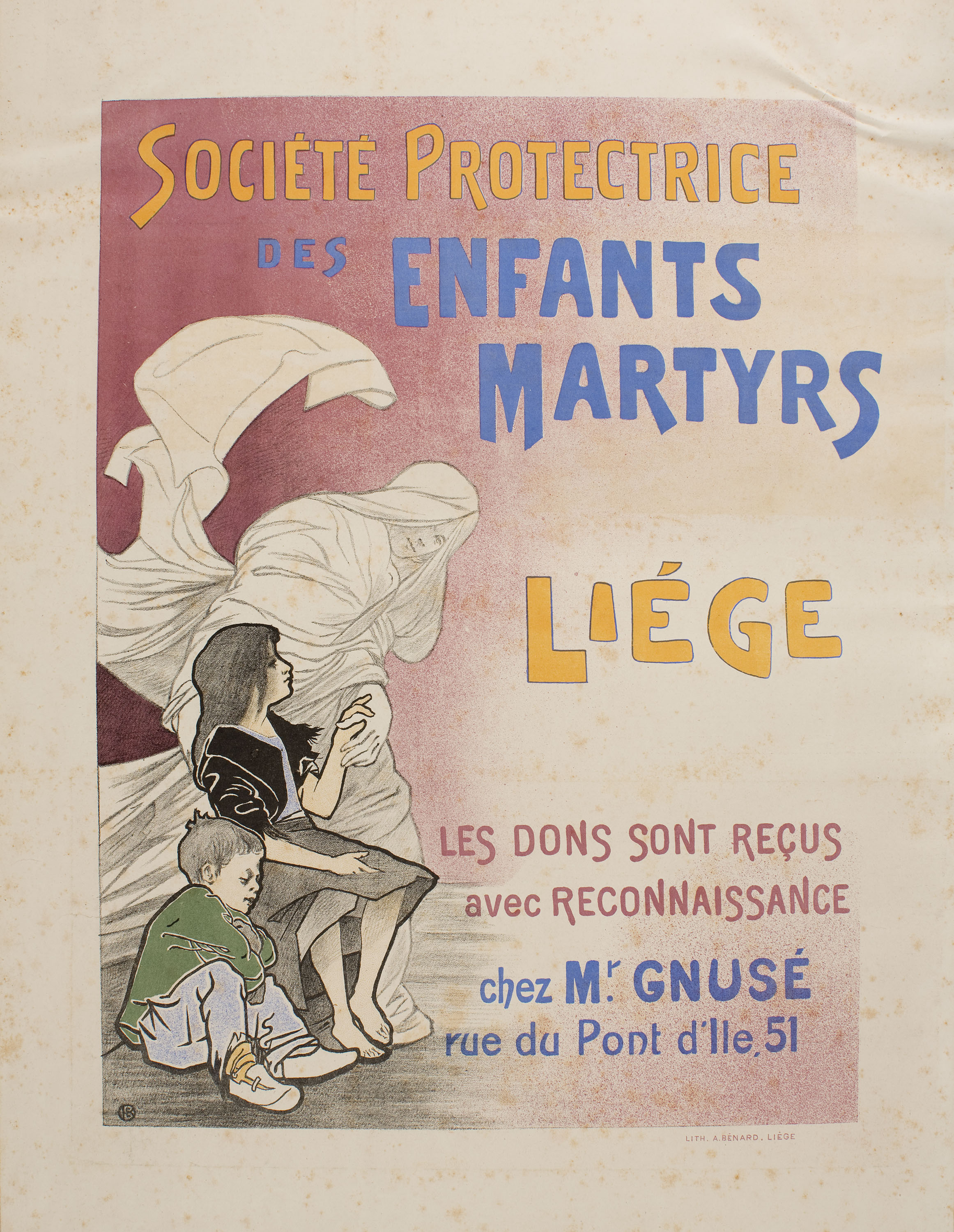
Émile Berchmans, Société protectrice des enfants martyrs, vers 1900 (lithographie en couleurs ; 54 × 32 cm), Barcelone, musée national d'Art de Catalogne.
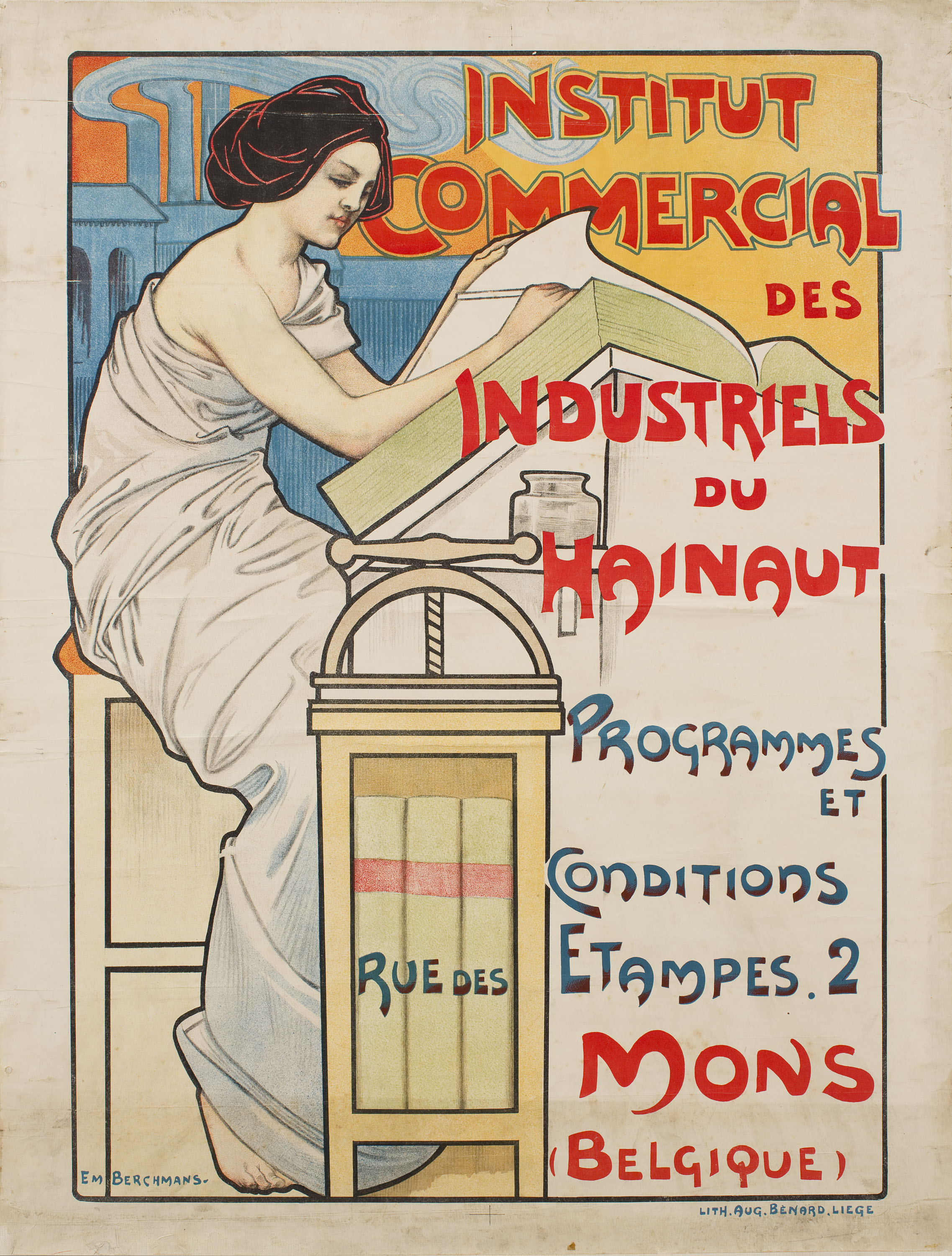
Émile Berchmans, Institut commercial des industriels du Hainaut, vers 1900 (lithographie en couleurs ; 86 × 65 cm), Barcelone, musée national d'Art de Catalogne.
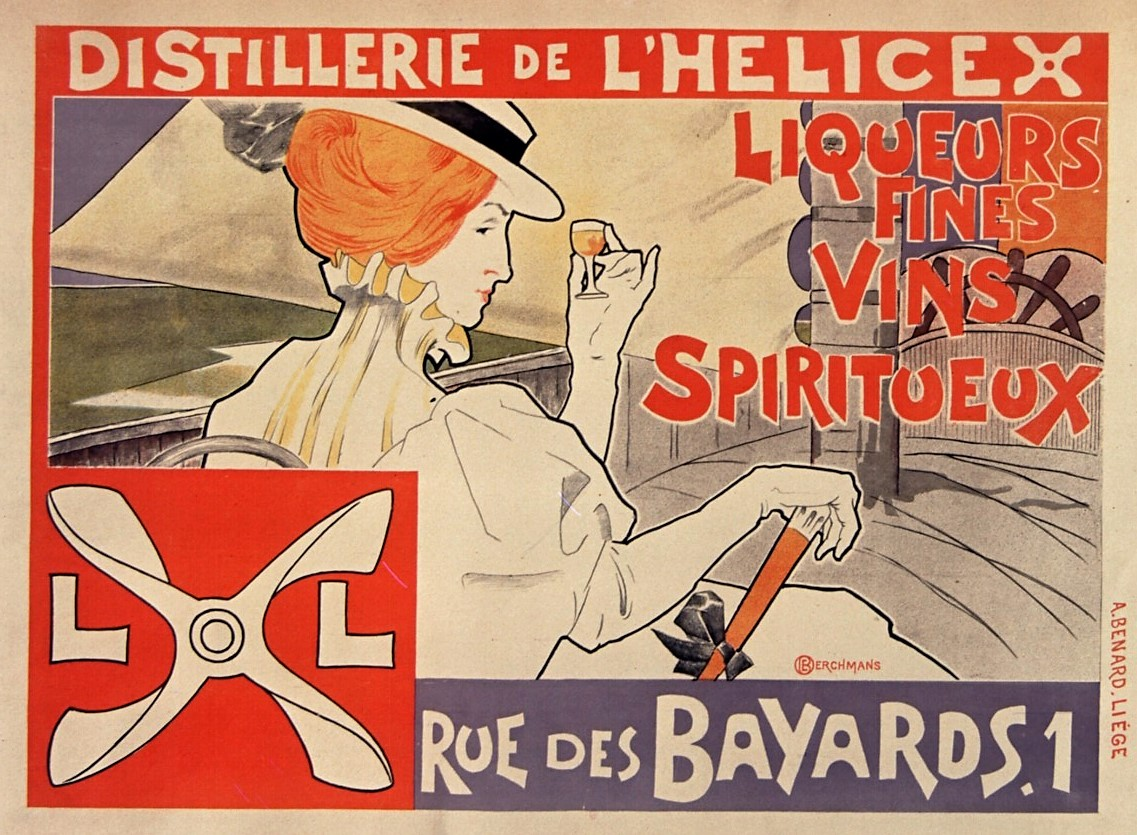
Émile Berchmans, Distillerie de l'hélice, 1895 (lithographie en couleurs ; 54 × 74 cm), Paris, Bibliothèque nationale de France.
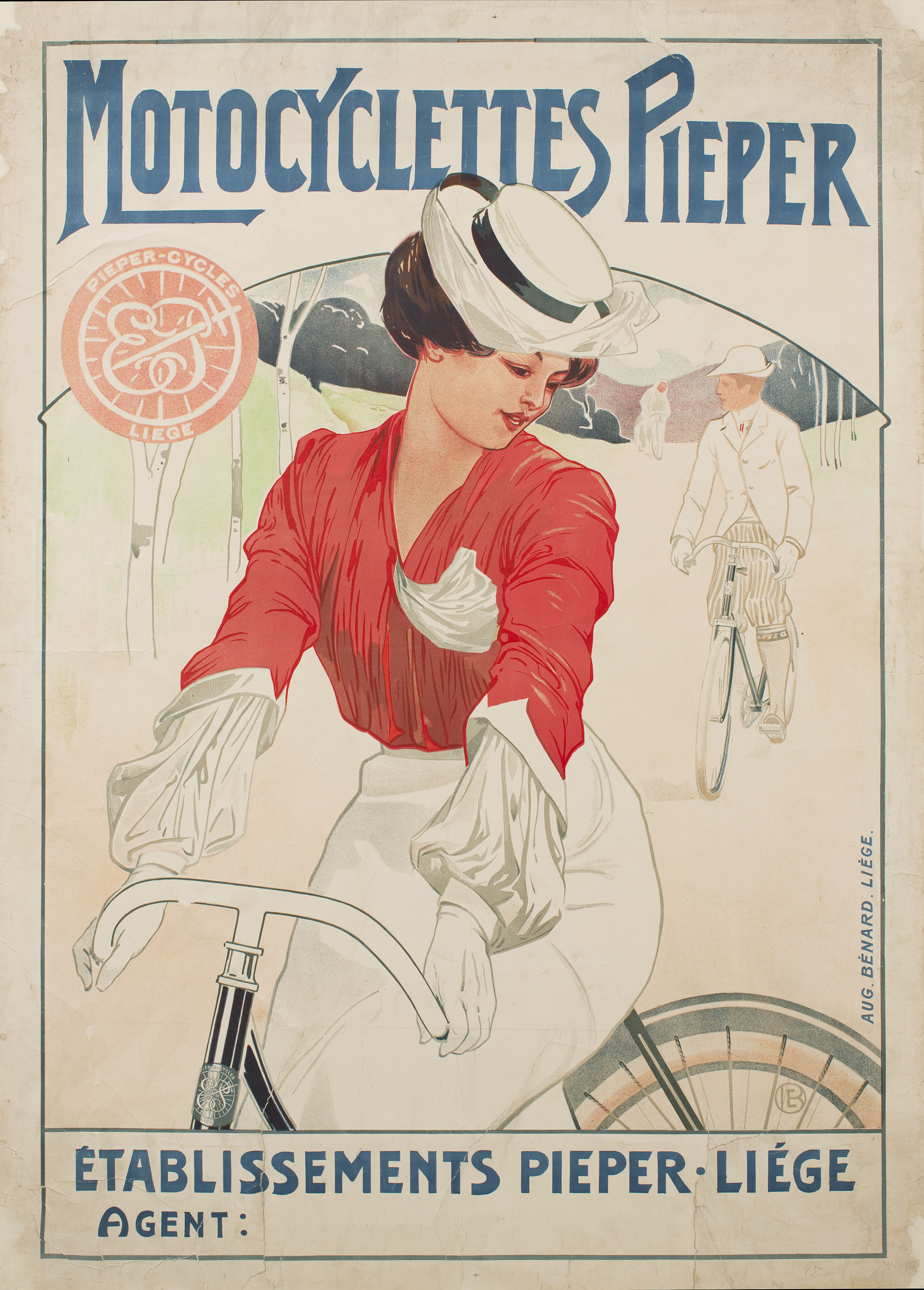
Émile Berchmans, Motocyclettes Pieper, avant 1903 (lithographie en couleurs ; 100,4 × 71,2 cm), Barcelone, musée national d'Art de Catalogne.
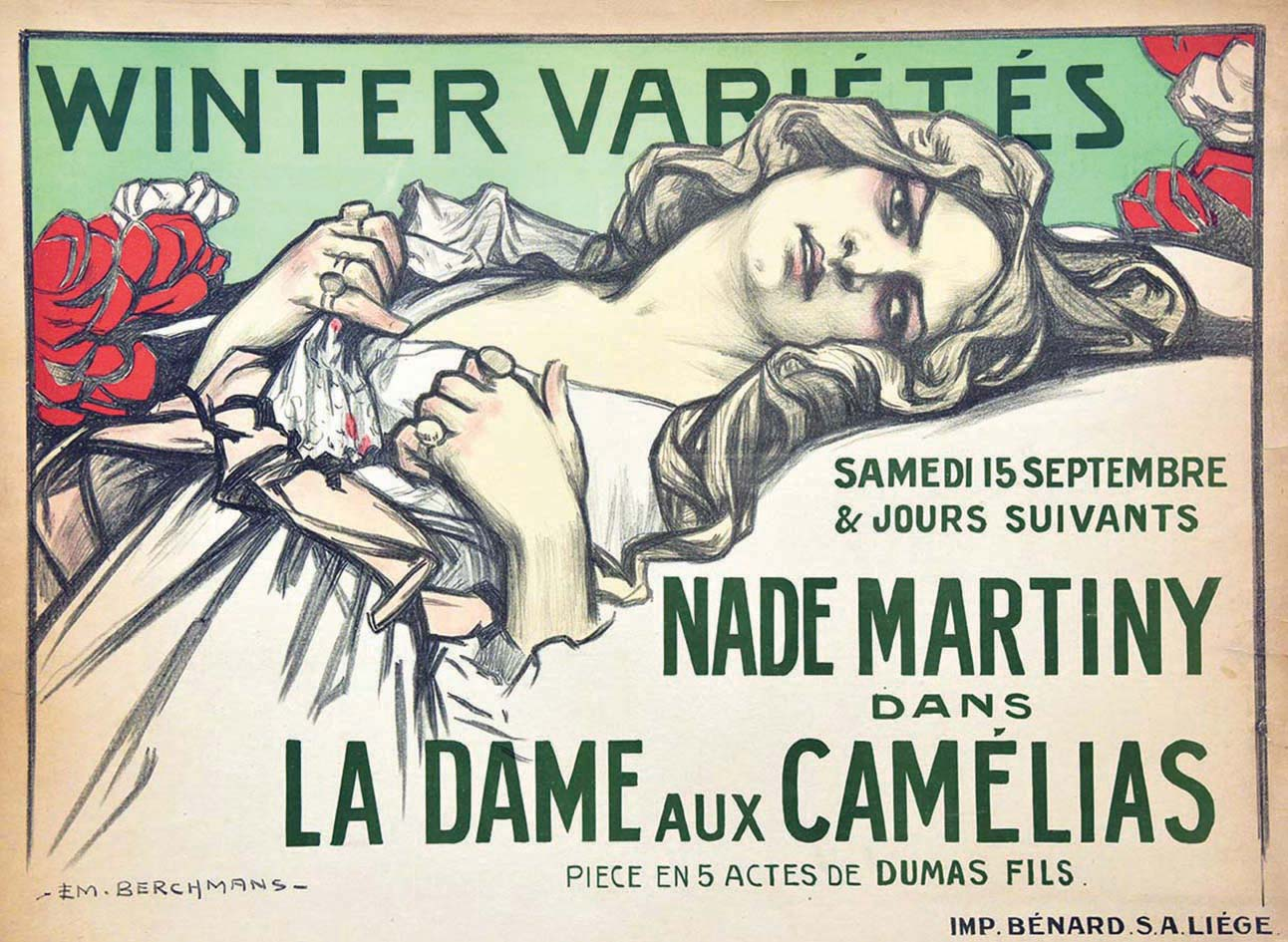
Émile Berchmans, La dame aux camélias, 1915-1920 (lithographie en couleurs ; 61,4 × 83 cm).
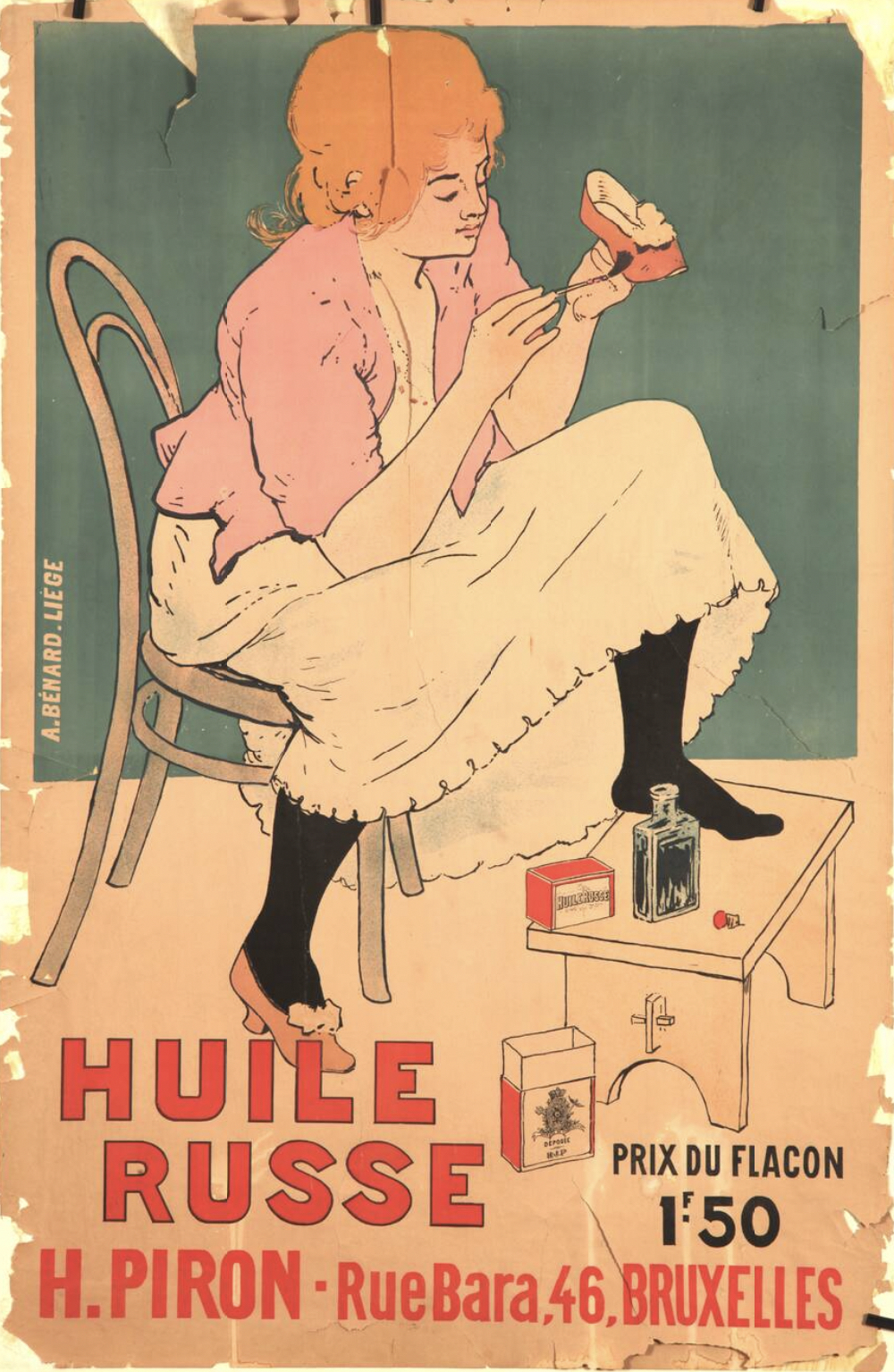
Armand Rassenfosse, Huile russe, 1896 (lithographie en couleurs ; 96,2 × 63,5 cm), Liège, musée de la Vie wallonne.
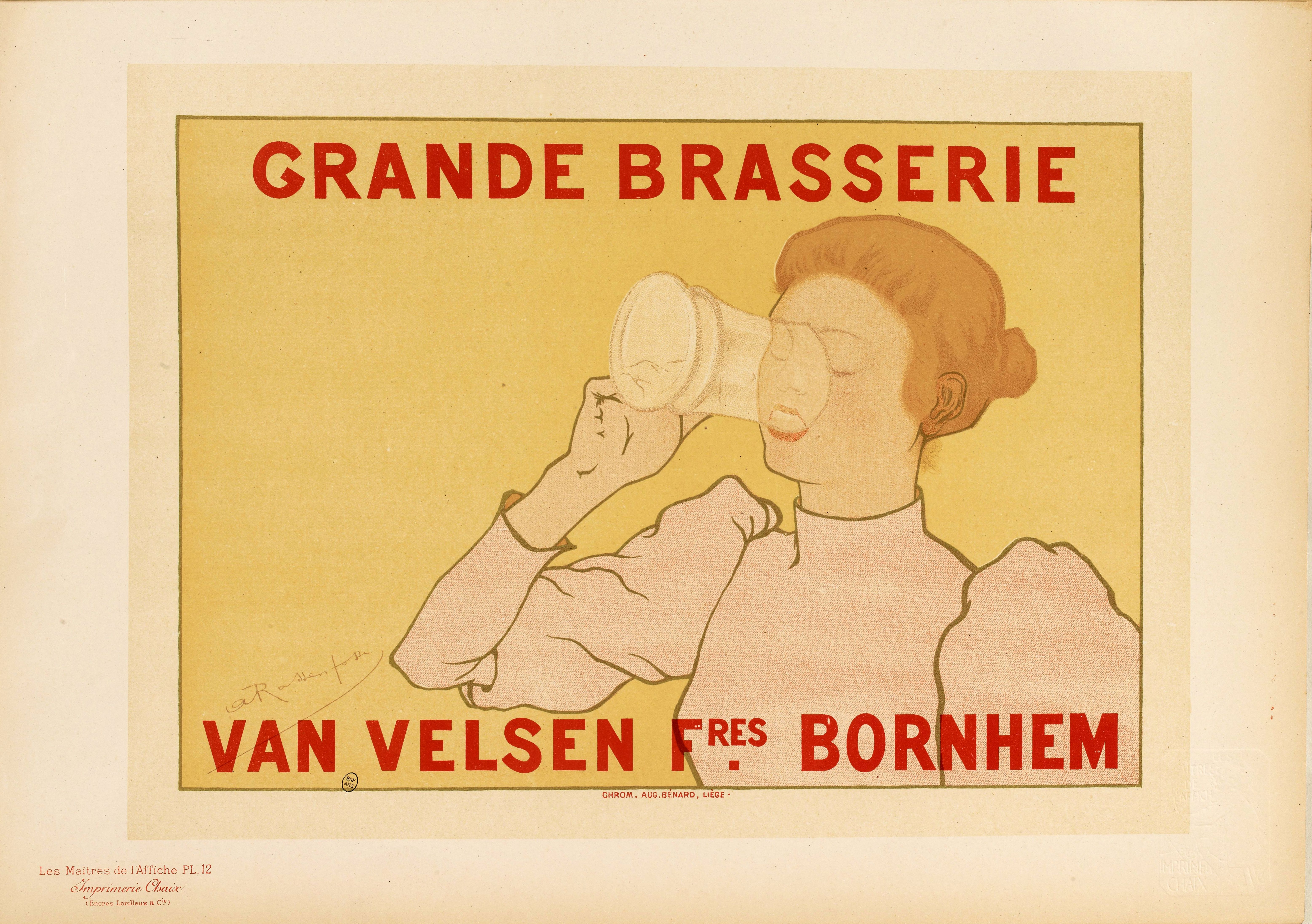
Armand Rassenfosse, Grande brasserie, Van Velsen Frères Bornhem, 1896 (lithographie en couleurs ; 29 × 40 cm), reproduction de l'originale publiée dans Les Maîtres de l'affiche.
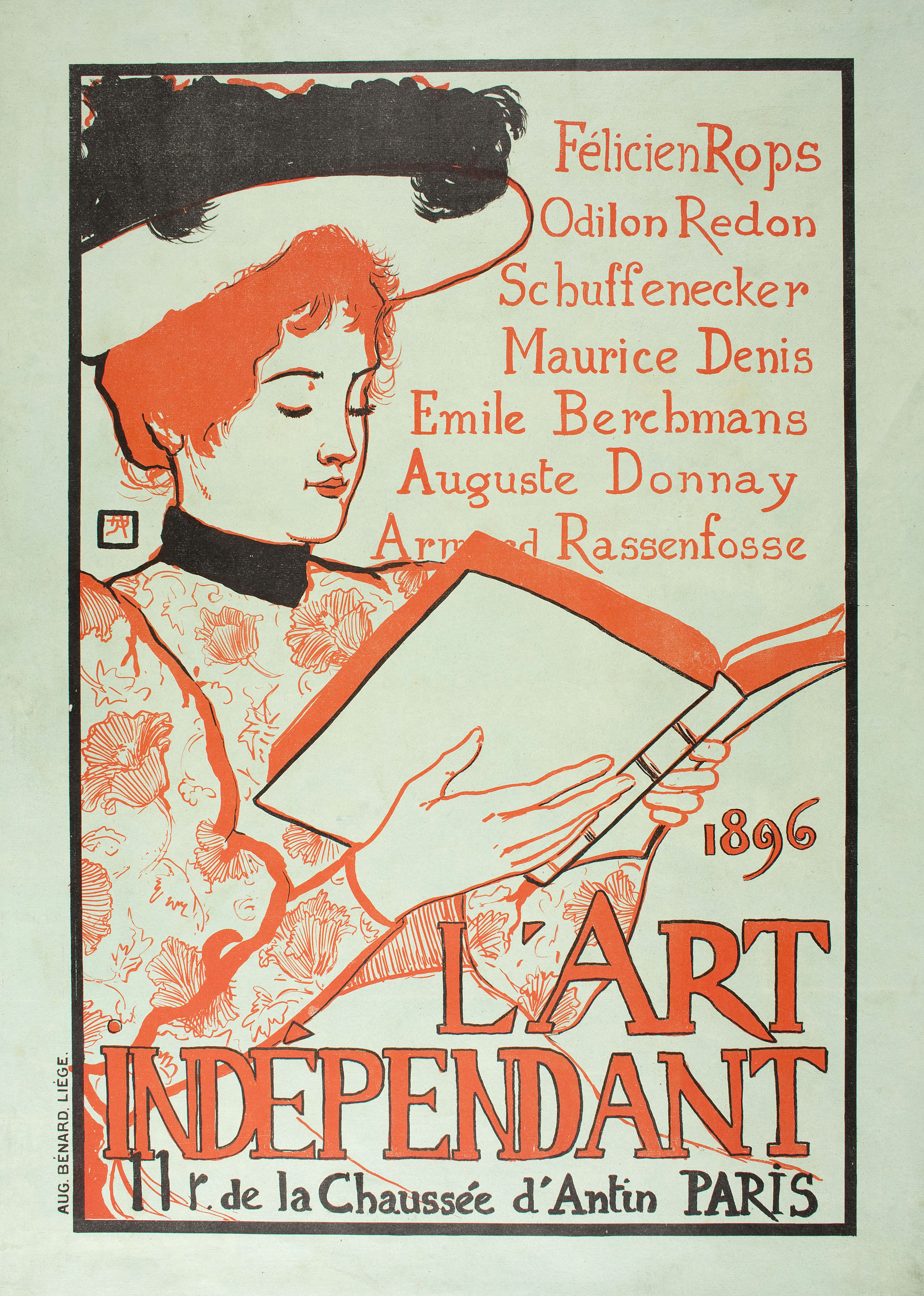
Armand Rassenfosse, 1896 L'Art indépendant, 1896 (lithographie en couleurs ; 66 × 50 cm), Barcelone, musée national d'Art de Catalogne.
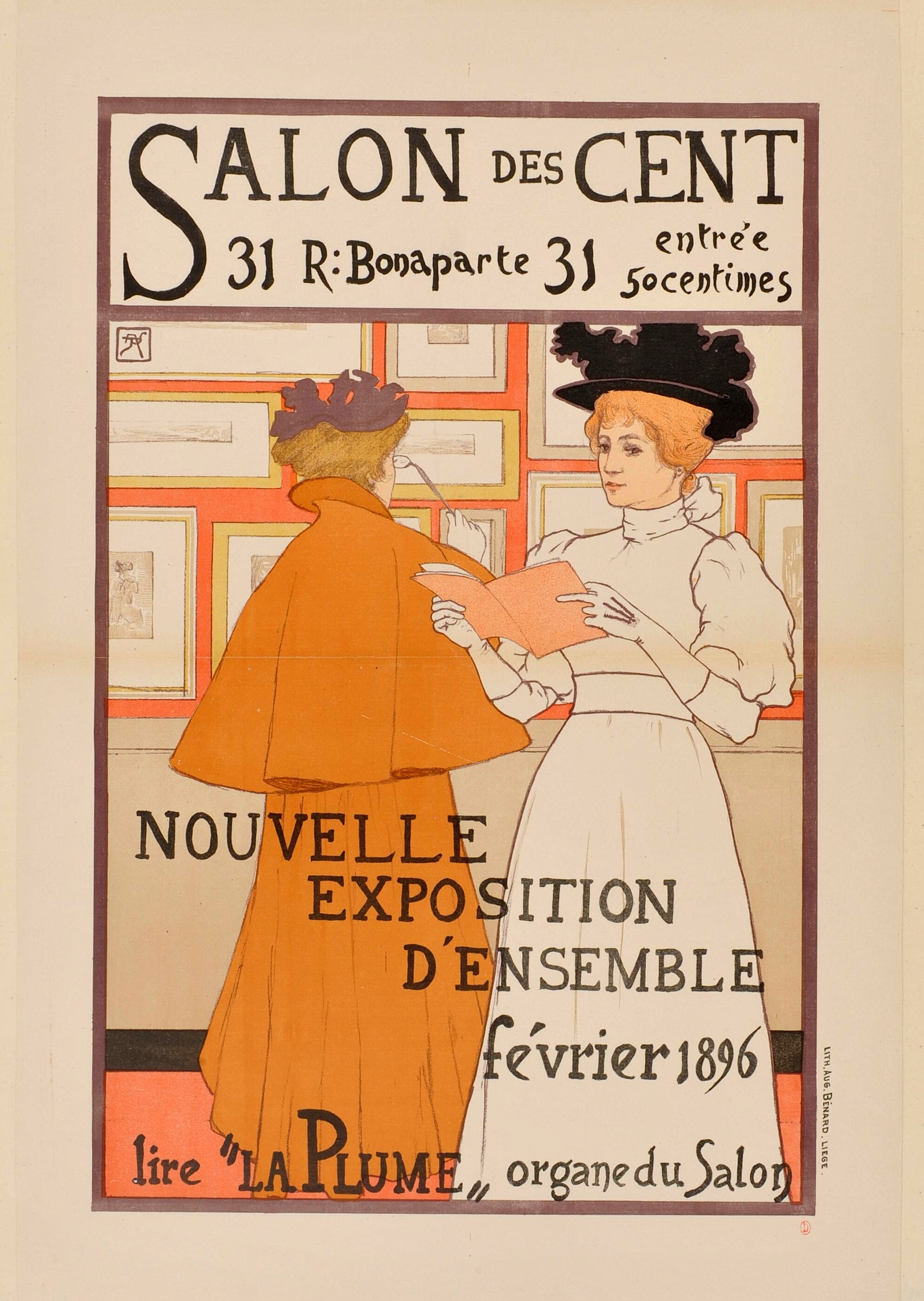
Armand Rassenfosse, Salon des Cent. Nouvelle exposition d'ensemble, février 1896 - Lire La Plume, organe du Salon, 1896 (lithographie en couleurs ; 62,9 × 43,1 cm), Paris, Bibliothèque de l'Institut national d'histoire de l'art.
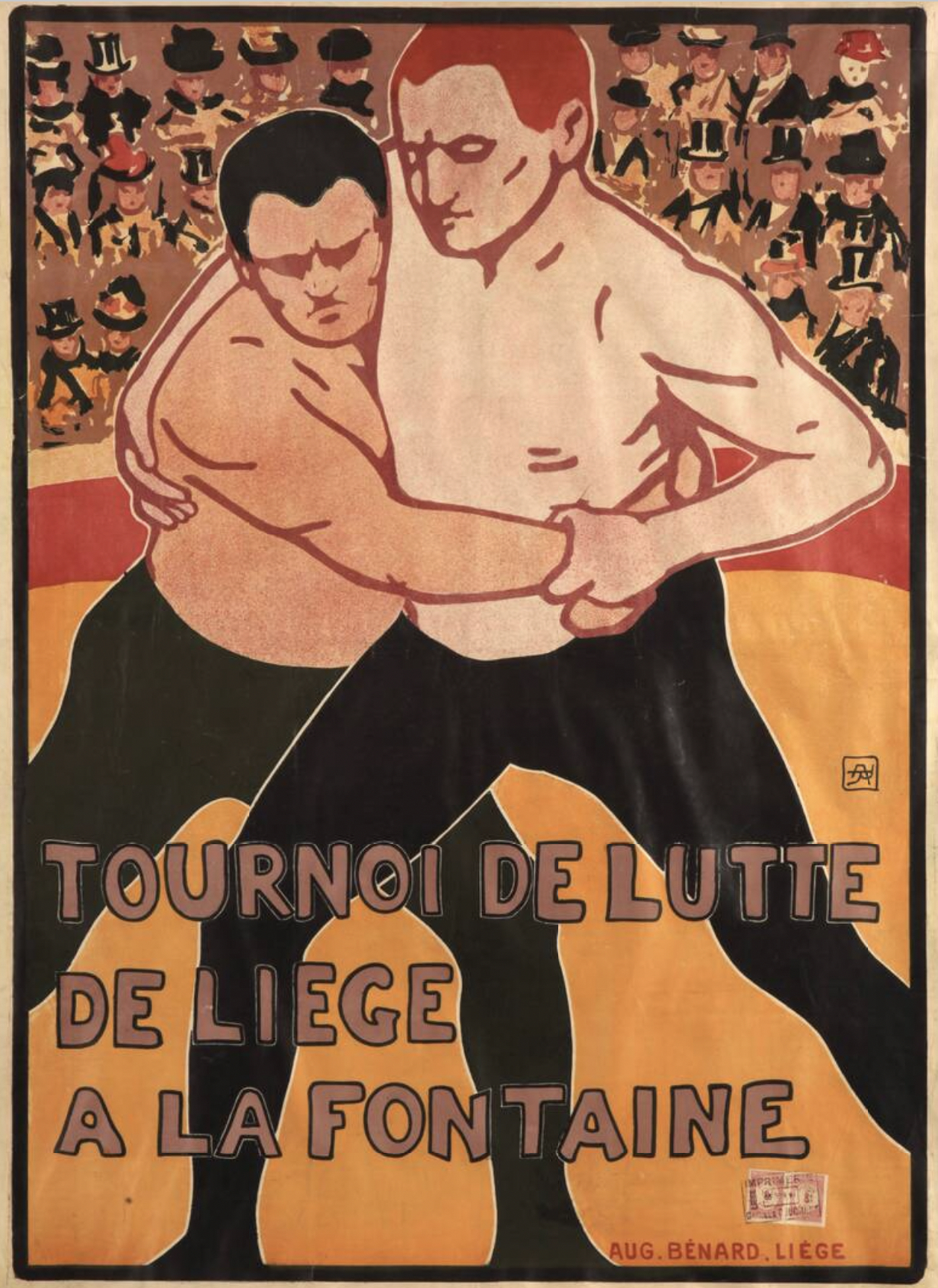
Armand Rassenfosse, Tournoi de lutte de Liège à la Fontaine, vers 1900 (lithographie en couleurs ; 100 × 74 cm), Liège, musée de la Vie wallonne.
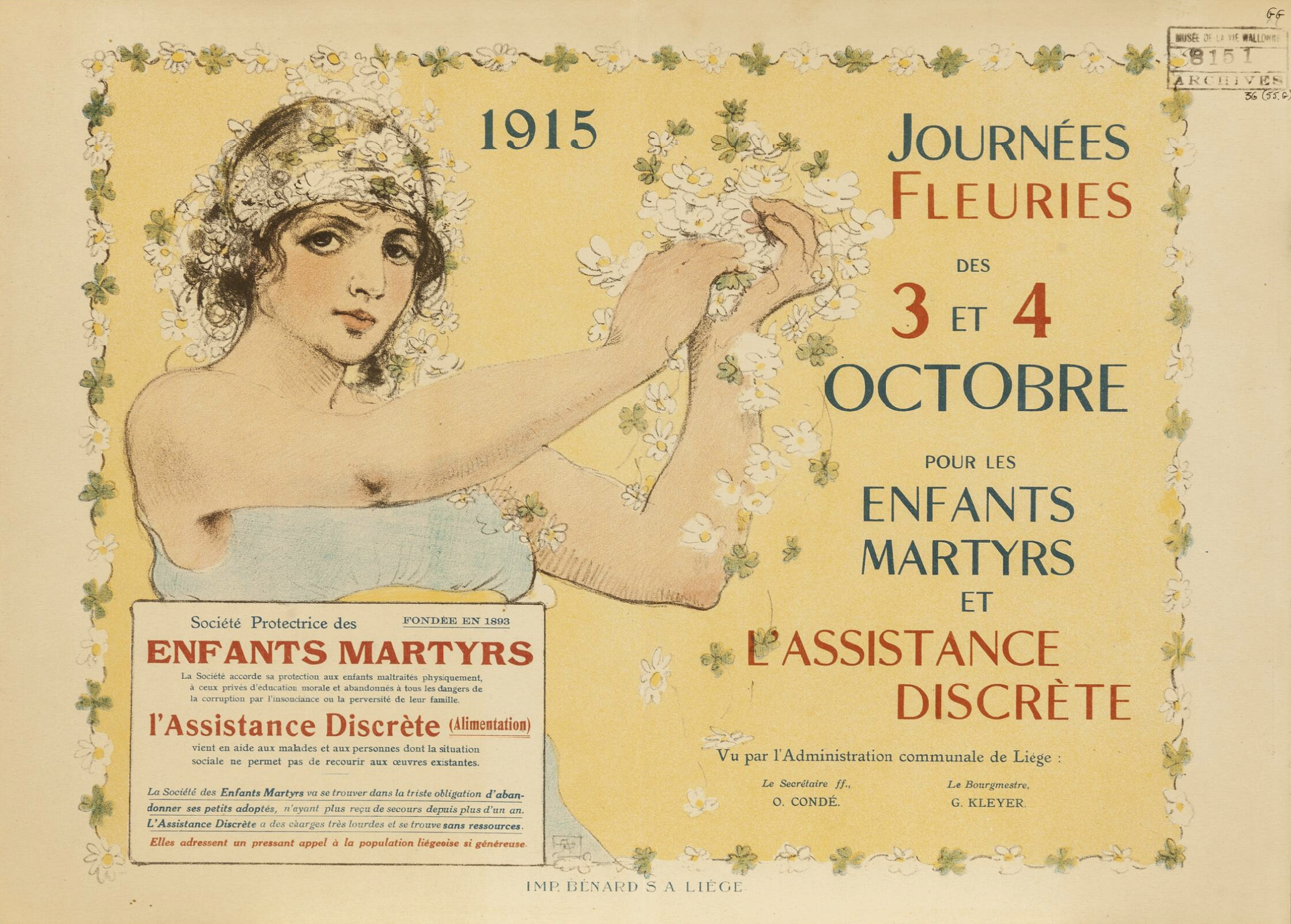
Armand Rassenfosse, Journées fleuries des 3 et 4 octobre 1915 pour les Enfants Martyrs et l'Assistance Discrète, 1915 (lithographie en couleurs ; 32 × 44 cm), Liège, musée de la Vie wallonne.
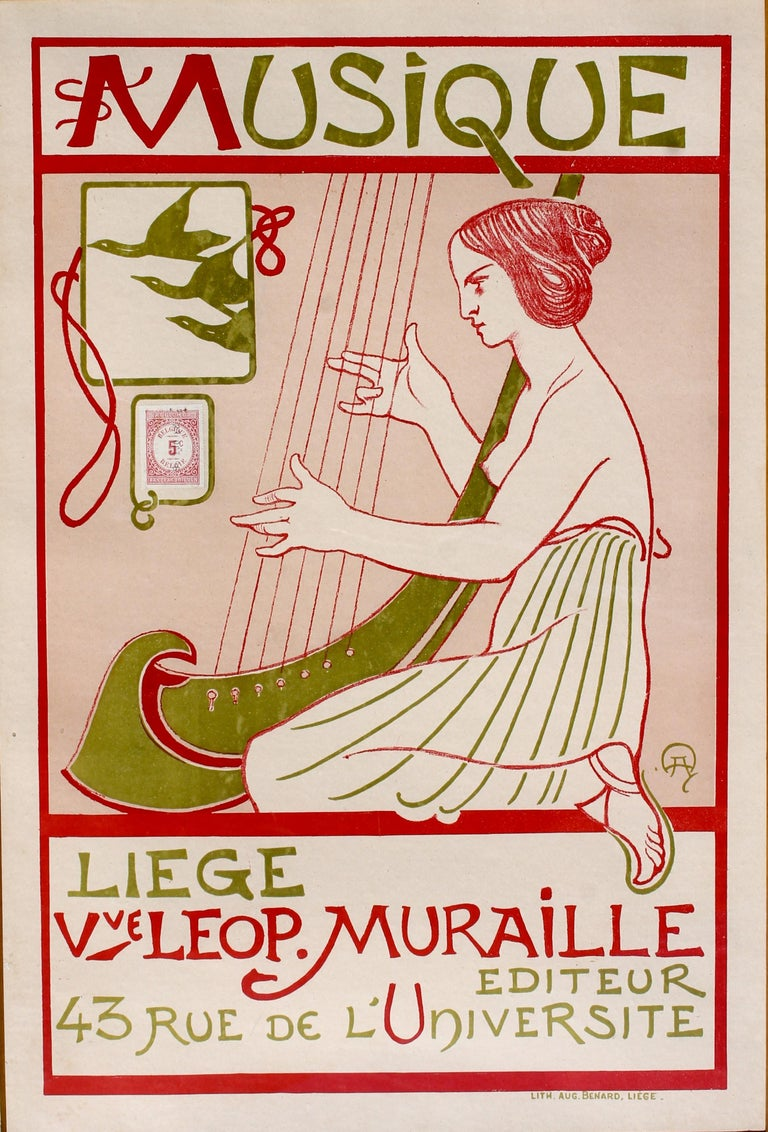
Auguste Donnay, Musique, Liège, Veuve Léopold Muraille, 1896 (lithographie en couleurs ; 74 × 56 cm), collection privée.
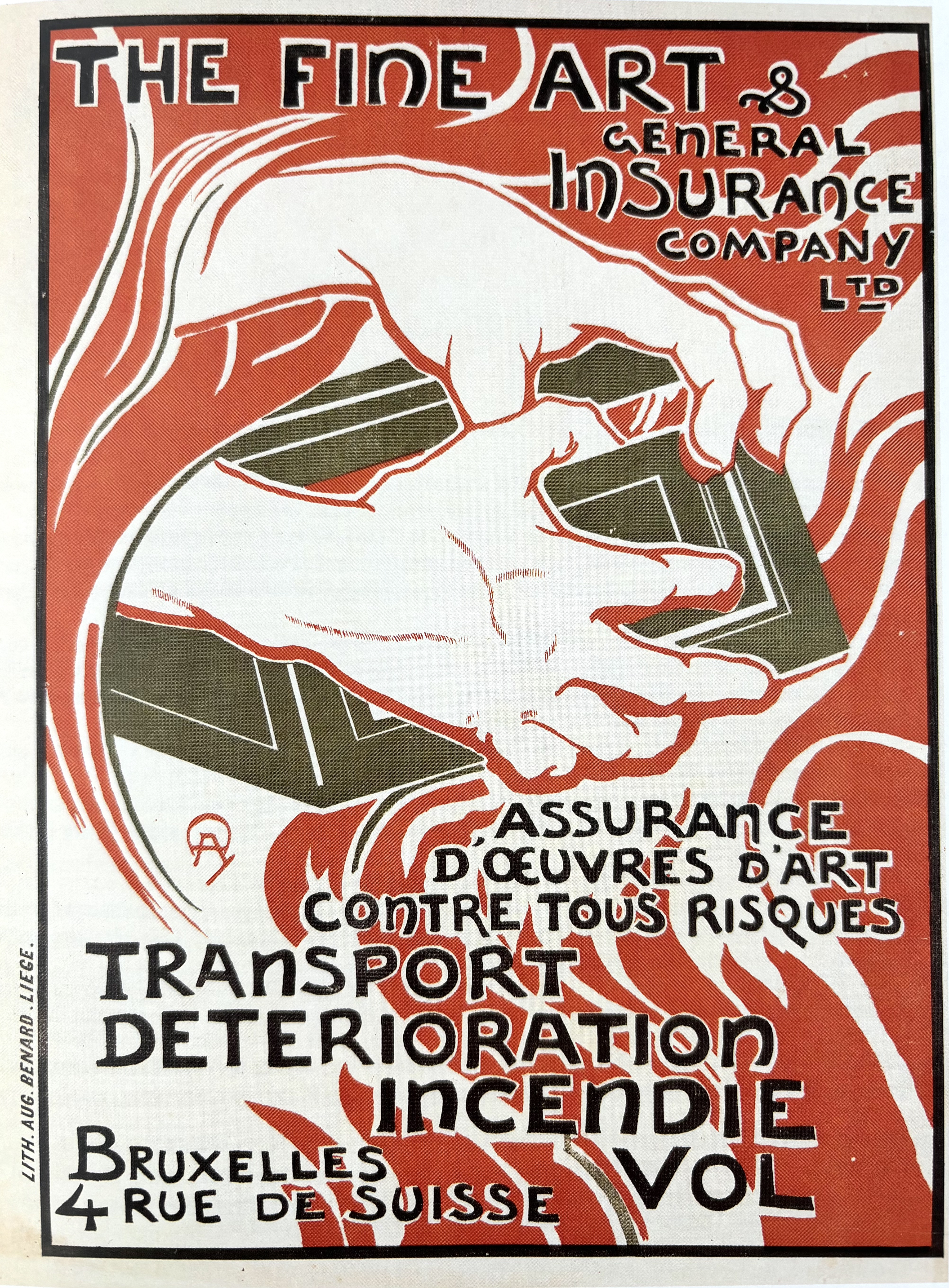
Auguste Donnay, The Fine Art and General Insurance Company L.T.D., 1897 (lithographie en couleurs ; 74 × 53 cm), Liège, musée de la Vie wallonne.
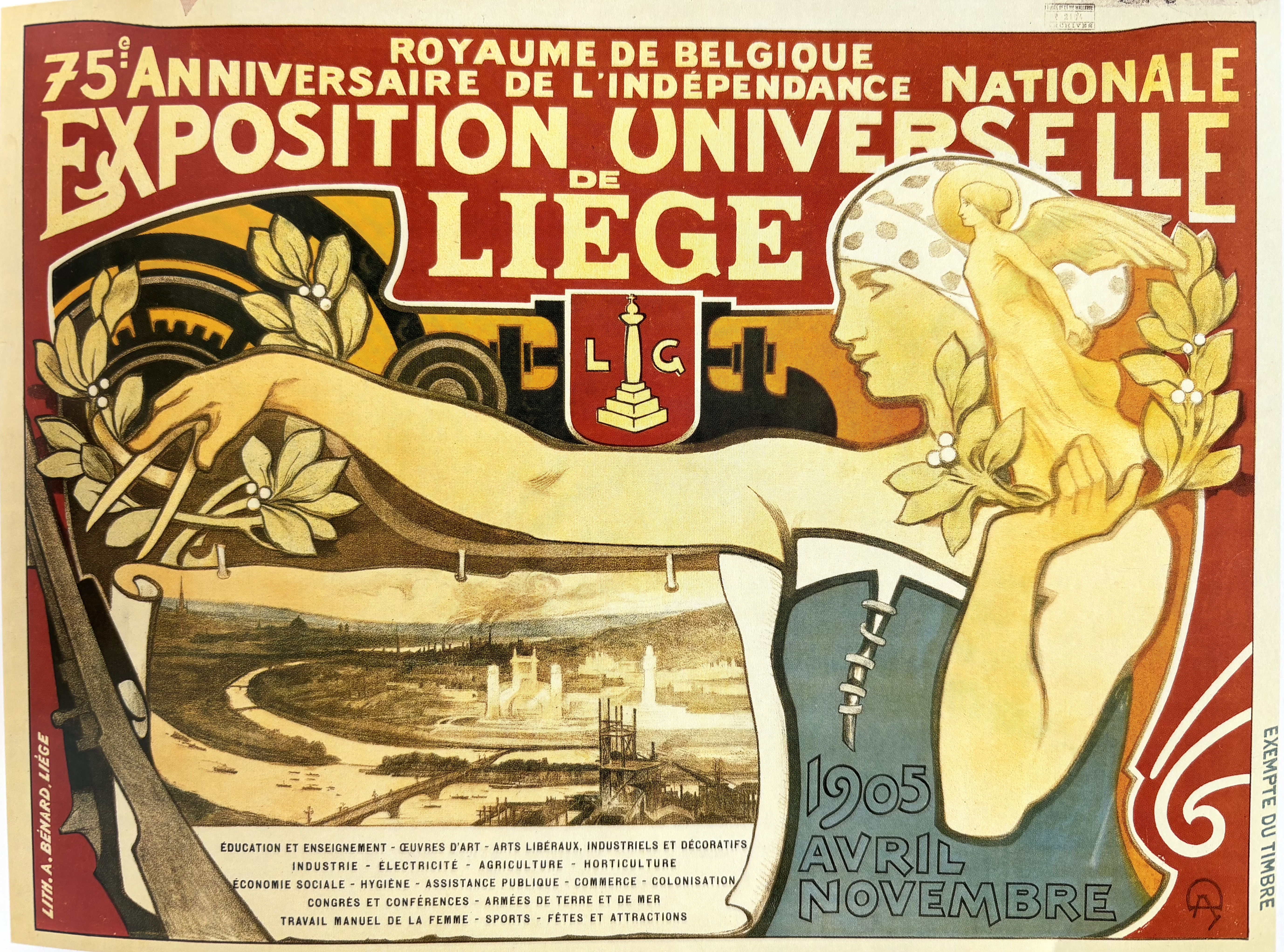
Auguste Donnay, Exposition universelle de Liège, 1905 (lithographie en couleurs ; 80,5 × 107 cm), Liège, musée de la Vie wallonne.
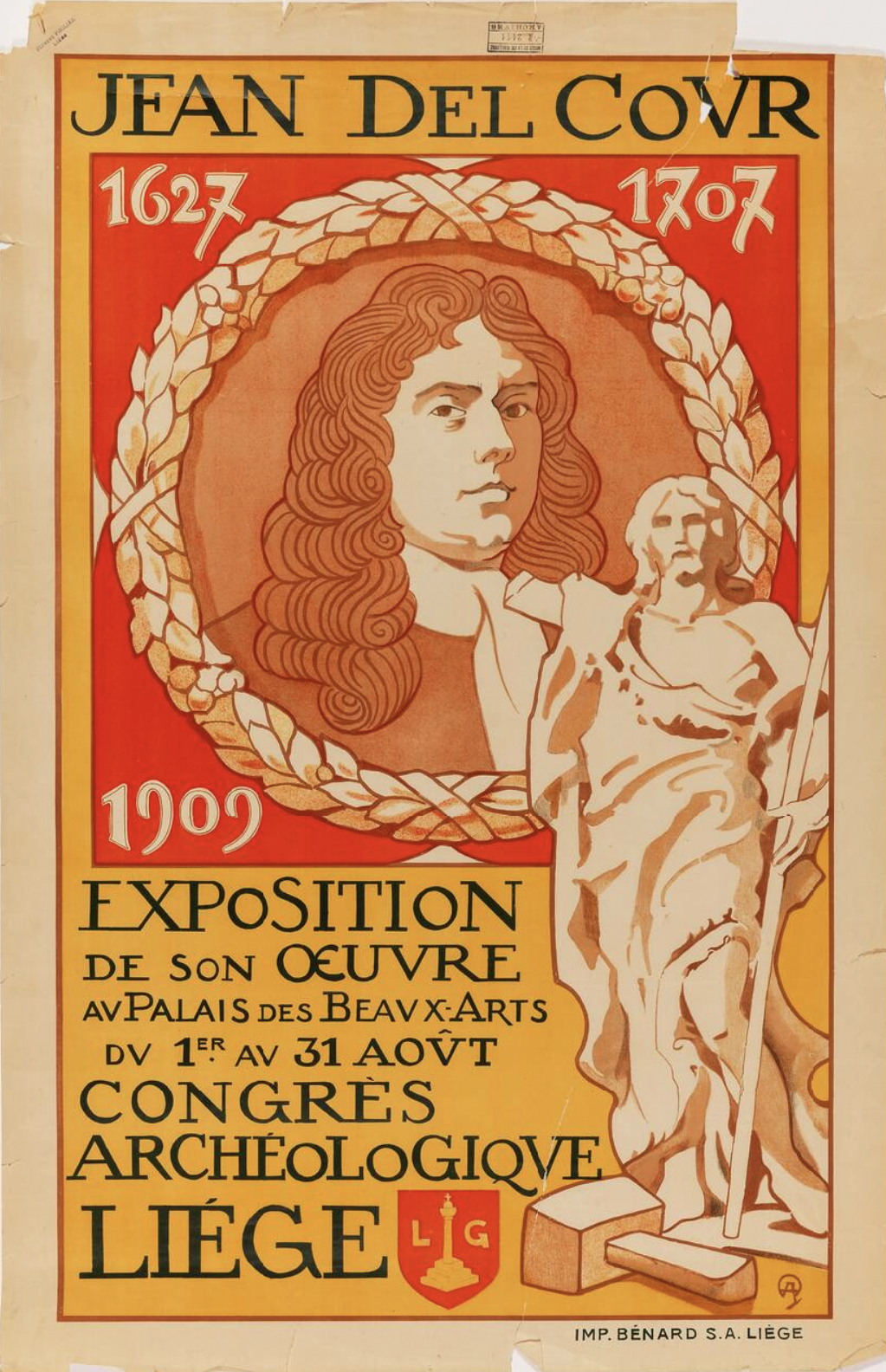
Auguste Donnay, Jean Del Cour 1627-1707, 1909 (lithographie en couleurs ; 100,5 × 65,5 cm), Liège, musée de la Vie wallonne.
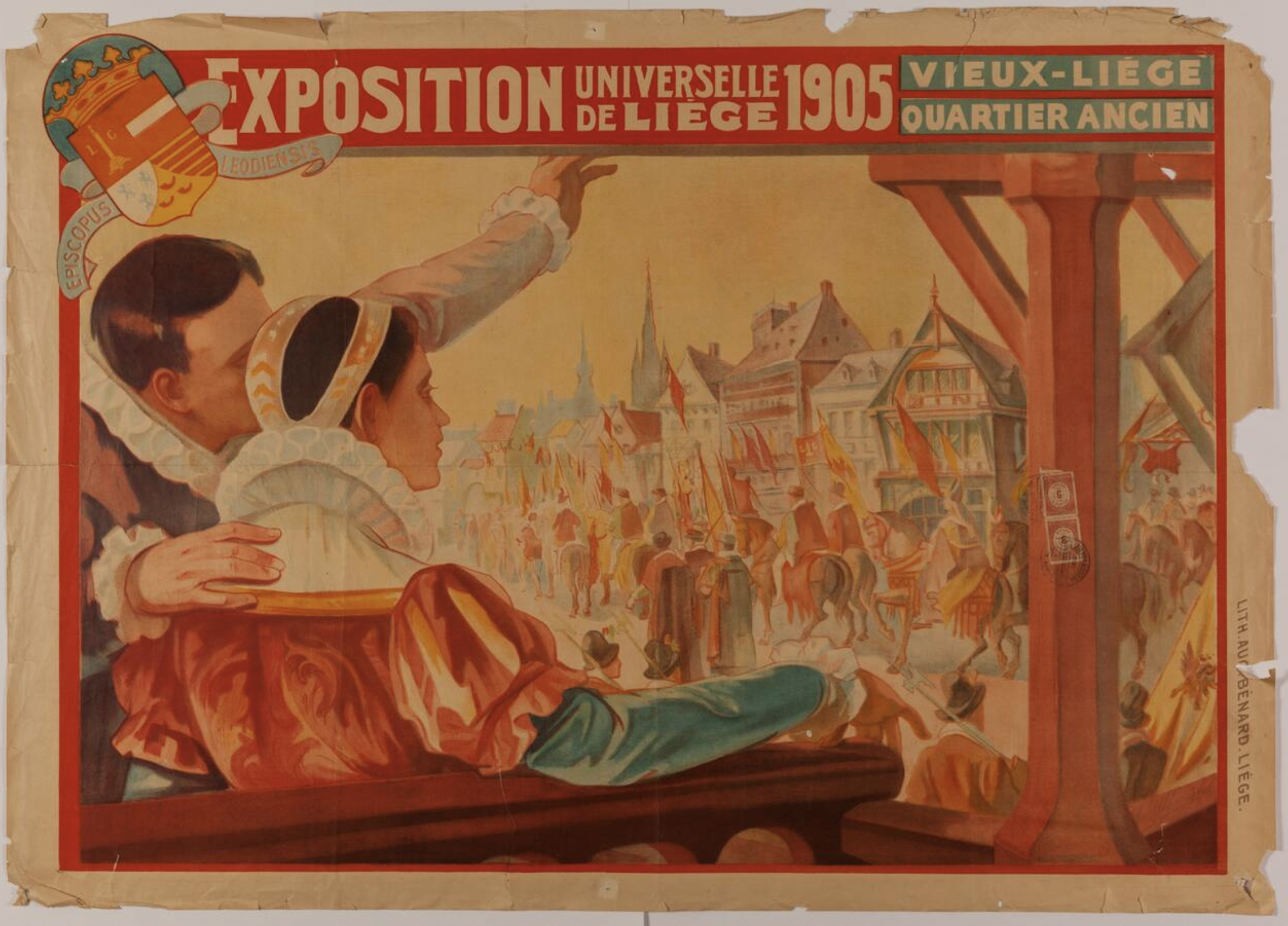
Jean Ubaghs, Exposition universelle de Liège de 1905 Vieux-Liège Quartier ancien, 1905 (lithographie en couleurs ; 76 × 107 cm), Liège, musée de la Vie wallonne.
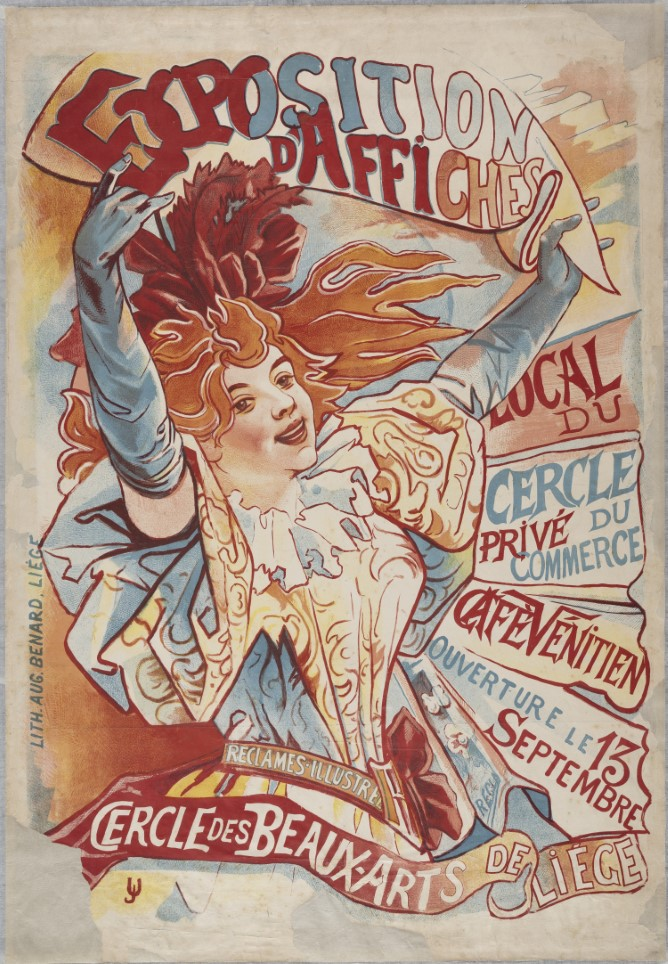
Jean Ubaghs, Exposition d'affiches. Cercle des Beaux-Arts de Liége, 1896 (lithographie en couleurs ; 105,5 × 72 cm), Barcelone, musée national d'Art de Catalogne.
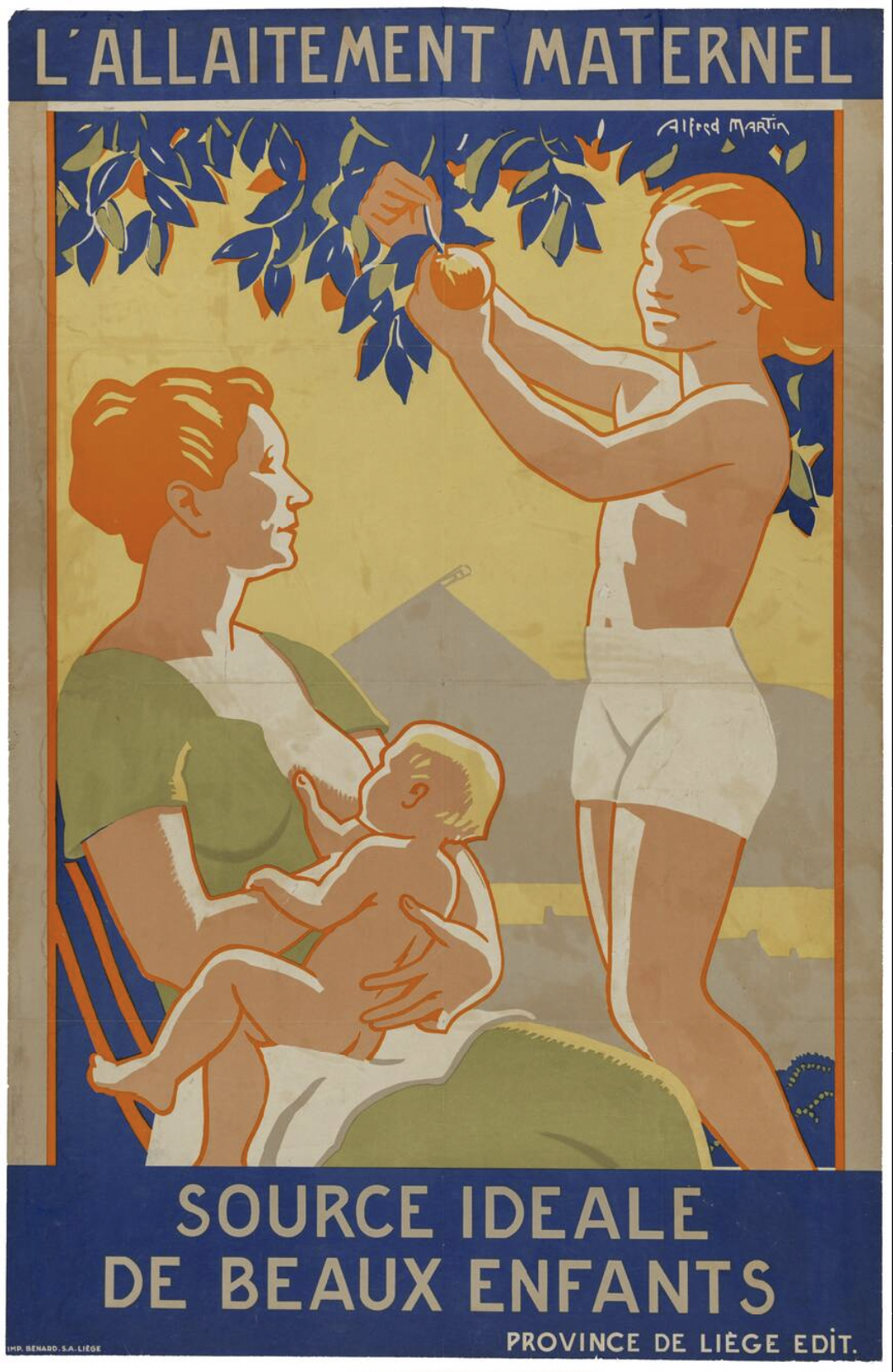
Alfred Martin, L'allaitement maternel source idéale de beaux enfants , avant 1950 (lithographie en couleurs ; 97 × 63 cm), Liège, musée de la Vie wallonne.
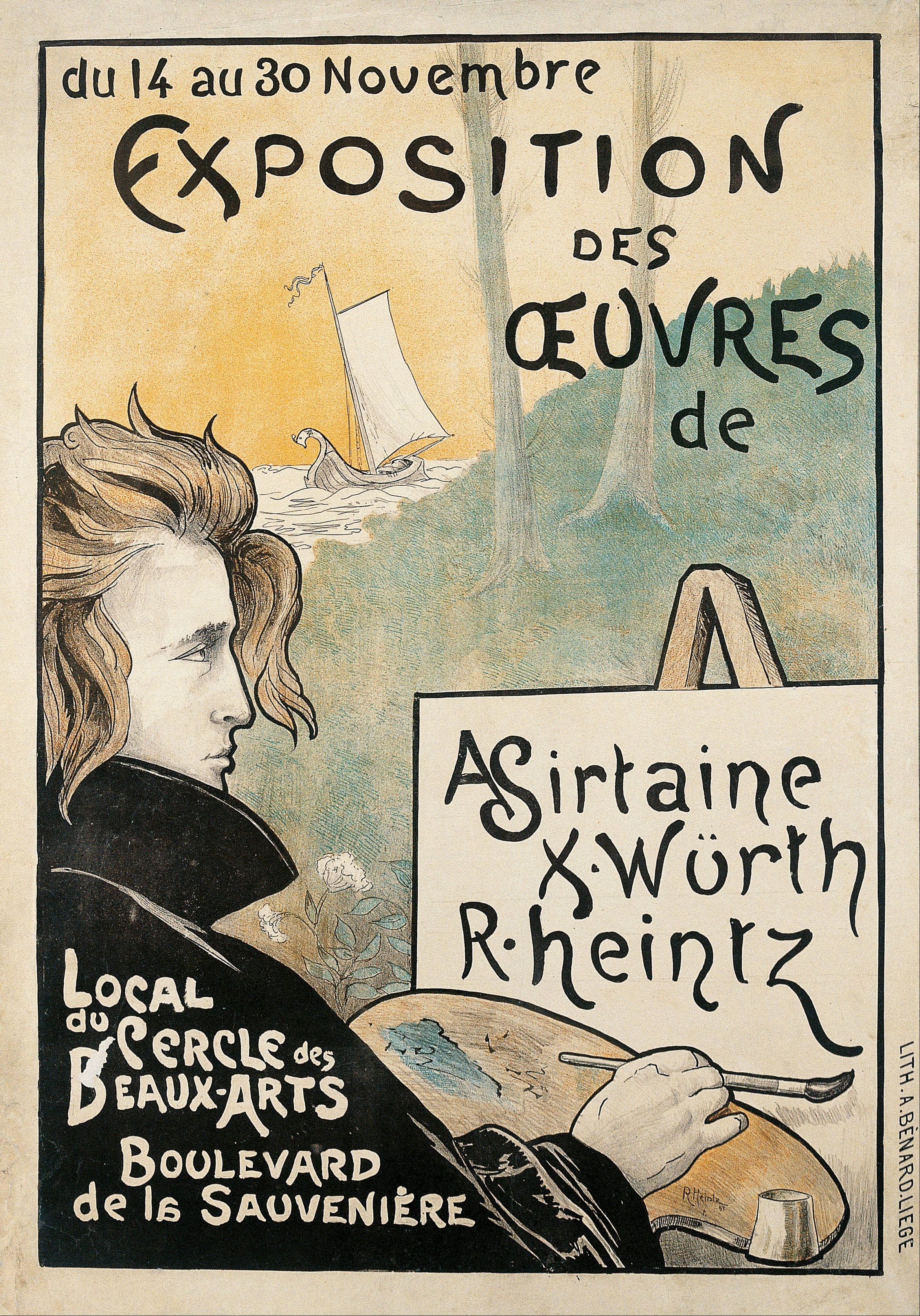
Richard Heintz, Exposition des œuvres de A. Sirtaine, X. Würth, R. Heintz, 1897 (lithographie en couleurs ; 100 × 70,8 cm), Barcelone, musée national d'Art de Catalogne.

## Expositions
- 1897 : Exposition internationale de Bruxelles[53].
- 1900 : Exposition universelle de Paris[53].
- 1905 : Exposition universelle de Liège[54].
- 1980 : Affiches de l'imprimerie Bénard. Collection du musée de la Vie wallonne, Liège, du 24 avril au 22 mai, Belgisches Haus, Cologne[55] ; Affiches de l'imprimerie Bénard : 1888-1918, du 5 au 28 septembre, musée de la Vie wallonne, Liège[56].
- 2001-2002 : Vers la modernité : le XIXe siècle au pays de Liège, du 5 octobre 2001 au 20 janvier 2002, Musée de l'Art wallon et salle Saint-Georges, Liège (un meuble de son imprimerie réalisé par Gustave Serrurier-Bovy, un vase cylindrique du Val-Saint-Lambert décoré d'une vignette réalisée par l'imprimerie Bénard, une photographie de sa salle à manger ainsi que diverses affiches d'Émile Berchmans, Armand Rassenfosse et Auguste Donnay lithographiées par son imprimerie sont exposés)[57].
- 2022 : Autour d’Auguste Bénard. L’âge d’or de l’affiche à Liège, du 19 septembre au 30 novembre, Fonds Patrimoniaux, Liège[58],[59].

## Prix et distinctions
Il remporte plusieurs récompenses lors des différentes expositions universelles qui se tiennent à la fin du XIXe siècle et début du XXe siècle :
- 1885 : Médaille d'or à l'Exposition universelle d'Anvers[53];
- 1897 : Médaille d'or à l'Exposition internationale de Bruxelles[53];
- 1900 : Médaille d'or à l'Exposition universelle de Paris[53].

Les distinctions suivantes lui ont été décernées :
- Chevalier de l'ordre de Léopold[19],[53],[60];
- Chevalier de la Légion d'honneur (France, le 11 octobre 1906)[19],[60],[61];
- Officier de l'Instruction publique[53],[60];
- Commandeur de l'ordre du Nichan Iftikhar (Tunisie)[60] ;
- Commandeur de l'ordre royal du Cambodge[60].

## Réception critique
« Il serait injuste de ne pas féliciter M. Auguste Bénard, qui est non seulement un éditeur de goût, mais aussi le collaborateur et l’ami de ceux qui lui doivent d’être au premier rang parmi les rénovateurs de la Réclame murale en Belgique. »

— Maurice Bauwens.